# ラグビーユニオン
ラグビーユニオン（英: Rugby Union）は、長球ボールを持って走り、前方以外の方向にパスするラグビーフットボールの15人制フォーマット、およびその競技者の総称である。国際統括団体はワールドラグビー（World Rugby、WR）。

## 概要
ラグビーフットボールは、アソシエーション・フットボール（いわゆるサッカー）と異なり、ボールを手で持って走ることが許されている。また、前方にボールをパスすることはできない。
ラグビー誕生とされる1823年以後、各地で異なるルールを統一するために、1871年にイングランドで発足したラグビーフットボールユニオン（Rugby Football Union、RFU）の活動を源流とし、現在はワールドラグビーがラグビーユニオンの世界統括団体となっている。
フォーマットが異なる13人制ラグビーのラグビーリーグと対比される。（「ラグビーリーグとラグビーユニオンの比較」も参照）

### 15人制（ユニオン）と13人制（リーグ）の分裂
詳細は、「ワールドラグビー#歴史」を参照。
1895年8月29日に、イングランド南部のラグビーフットボールユニオン（RFU、Rugby Football Union）と、イングランド北部のノーザンラグビーフットボールユニオン（NRFU、Nothern Rugby Football Union）とに分裂し、ラグビーは2つのフォーマット（＝コード、ルール）に分化した。前者は比較的裕福な地域のため無報酬で活動できたが、後者は土曜に仕事を休んで活動するため給与補償が必要だったための分裂である。
RFUのフォーマットが、ラグビーユニオン（15人制ラグビー）であり、RFUは現在イングランドのラグビーユニオン協会となっている。NRFUは後年、ラグビーリーグ（13人制ラグビー）と称するようになる。詳細は「ワールドラグビー#歴史」を参照。
ラグビーユニオンは、イングランド、スコットランド、ウェールズ、アイルランドのホーム・ネイションズから普及し、イギリス帝国に属する国々の多くに広まった。初期に普及したのは、オーストラリア、ニュージーランド、南アフリカなどである。

### 1995年、ラグビーユニオンのプロ化
詳細は、「ワールドラグビー#歴史」を参照。
ラグビーユニオンは1995年までアマチュアリズムを徹底していたのに対し、ラグビーリーグは設立当初から選手が報奨を得ることが前提となった。単にラグビーといった場合、競技人口の多さゆえにラグビーユニオンを指す場合が多いが、オーストラリアではプロ選手が華やかにプレーをするラグビーリーグのほうが競技人口や観客動員数が多く、アマチュア競技だったラグビーユニオンの3倍以上となっている。
1895年以来ラグビーユニオンは100年間アマチュアリズムを掲げていたが、オーストラリア以外でもギャラ収入などを理由にラグビーリーグへ選手が集中・流出してきたことから、ラグビーユニオンの国際統括団体IRB（現・ワールドラグビー）は、1995年にアマチュアリズムを撤廃し、オープン化（プロ化）を宣言した。日本では、社会人ラグビーおよび代表選手について、2001年からプロ化が行われた。

### 日本のラグビーユニオン
詳細は、「日本ラグビーフットボール協会#歴史」を参照。
日本では、1866年（慶応2年）、横浜に英国人駐在員による横浜フットボールクラブ（YFBC）がアジアで初めてのラグビークラブとして創立し、横浜公園で活動していた。
日本人への伝来は、1899年（明治32年）に慶應義塾の英文学教員エドワード・B・クラークと田中銀之助が、塾生にラグビーの指導を始めたのが最初である。その2年後、1901年（明治34年）12月7日に慶應義塾と横浜外国人スポーツクラブYC&ACが、日本初のラグビーユニオンの試合 かつ 日本初の国際試合を横浜公園で行った。慶應義塾のラグビー部である慶應義塾體育會蹴球部は、日本人初のラグビーユニオンのチームである。詳細は「慶應義塾體育會蹴球部」を参照。

### 国際統括団体ワールドラグビー（WR）
詳細は、「ワールドラグビー#歴史」を参照。
1886年に設立されたラグビーユニオンの国際統括団体IRFB（国際ラグビーフットボール評議会）は、後にIRB（国際ラグビー評議会）、そしてWR（ワールドラグビー）へと加盟国数を拡大しつつ、1995年以降はプロ化（アマチュアリズムの破棄）をはかり、スポーツ市場に向けてラグビーユニオンのブランディングを重ねてきた。
ラグビーユニオンが事実上の国技であるのは、フィジー、ジョージア、ニュージーランド、サモア、トンガ、ウェールズなどである。2024年2月現在、132の加盟国内競技連盟（正規加盟114、アソシエート加盟18）が、ワールドラグビーの傘下にある。

### 国際大会
1987年に始まったラグビーワールドカップは4年に一度開催され、優勝チームはウェブ・エリス・カップを得る。他に、女子大会のWXV、太平洋周辺国によるワールドラグビーパシフィックネイションズカップなどの地域国際大会もある。WRの主催ではないが、ヨーロッパのシックス・ネイションズ、南半球のザ・ラグビーチャンピオンシップなどの国際大会もある。

## 歴史

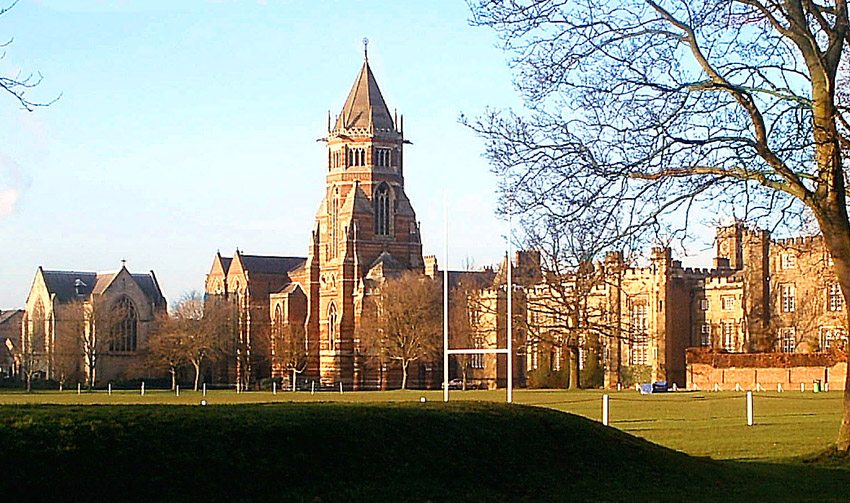
イングランドウォリックシャー州ラグビーにあるラグビー校。手前にラグビーフットボールのピッチが見える。

ラグビーフットボールの起源は、1823年ラグビー校におけるイングリッシュ・スクール・フットボールの試合中に、ウィリアム・ウェッブ・エリスがボールを拾い走り出した出来事にあると見なされている。この事に関する証拠は疑わしいが、1895年に作られた銘板によってラグビー校ではその名声は不朽のものとなっている。この起源の逸話的な性格にもかかわらず、ラグビー・ワールドカップ・トロフィー（ウェブ・エリス・カップ）は彼の名を冠している。ラグビーフットボールはラグビー校で行われていた試合形式に由来し、ラグビー校出身でケンブリッジ大学に進んだアルバート・ペルによって初の「フットボール」チームが作られたとされている。それぞれのパブリックスクールが異なるルールを採用していた初期は、ラグビー校およびイートン校の卒業生は、それぞれ自分達が好むルールを大学に広めようとしていた。
ラグビーフットボールの初期の発展における重要な出来事は、1845年のラグビー校における初のフットボール規則の法典化と、それに続く1848年のケンブリッジ・ルールの制定である。その他の重要な出来事としては、1863年のブラックヒースクラブのフットボール・アソシエーション (FA) からの脱退（サッカーとラグビーの成立）、1871年のラグビー・フットボール・ユニオンの設立である。このルール体系は当初は単純に「ラグビーフットボール」として知られていたが、1895年にラグビーリーグが分裂すると、ラグビーユニオンという組織の名称がこのスポーツを示すのに使用されるようになった。
ラグビーフットボールの初めての国際試合 (en) は、1871年3月27日に行われたイングランドとスコットランドの一戦である。1881年にはアイルランドとウェールズの代表チームが結成され、1883年に初の国際大会であるホーム・ネイションズ・チャンピオンシップが始まった。1883年には、初の7人制ラグビー（セブンズ）トーナメントも、メルローズでメルローズ・セブンズとして開催され、現在でも毎年開かれている。
5年後に2つの重要な海外遠征が行われた。一つは後のブリティッシュ・アンド・アイリッシュ・ライオンズによる遠征の基礎となったブリテン諸島代表のオーストラリアおよびニュージーランド遠征であり、もう一つはイギリスの観客が初めて見る海外チームとなった1888年のニュージーランド・ネイティブ・チーム（マオリ族によるチーム）の遠征である。
1905年から1908年の間、南半球の主要な三カ国のラグビー国は全て、代表チームを北半球へと送った: ニュージーランド（1905年）、南アフリカ（1906年）、オーストラリア（1908年）。これら3チームは全て新たなプレースタイル、身体レベル、戦術を有しており、予想された以上の成功を収めた。
ニュージランドの1905年遠征チームは各試合前にカマテ（ハカ）を披露した。ウェールズラグビー協会のトム・ウィリアムズはウェールズチームのテディ・モーガンに、ハカに応えてウェールズ国歌『我が父祖の土地 Hen Wlad Fy Nhadau』を歌うことを提案した。モーガンが歌い出すと観衆が加わった。これが、スポーツイベントの開始時に国歌が歌われた最初の出来事である。1905年、フランスはイングランドと初の国際試合を行った。

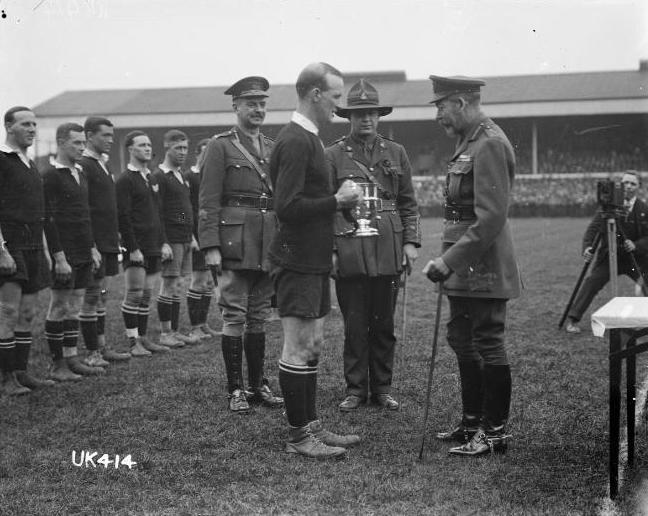
ジョージ5世から国王杯を受け取るニュージーランド軍チームのJames Ryan

第一次世界大戦中は、ラグビーの国際試合やクラブ間の試合は行われなかったが、大会はニュージーランド軍チームといった軍隊のチームによって続けられた。第二次世界大戦中はほとんどの国で国際試合が行われなかったが、イタリア、ドイツ、ルーマニアは数試合を行なった他、ケンブリッジ大学とオックスフォード大学は毎年恒例の対抗戦（ザ・バーシティマッチ）を開催した。
ラグビーユニオンは1900年初頭に4度オリンピック競技として採用された。1973年、公式に認められた初のセブンズトーナメントがマレーフィールド・スタジアムにて、スコットランドラグビー協会百年祭の一部として開催された。1987年にラグビーワールドカップがニュージーランドおよびオーストラリアで開催され、ニュージーランドが初代王者となった。初のワールドカップセブンズトーナメントは1993年にマレーフィールド・スタジアムで行われた。7人制ラグビー（セブンズ）は1998年からコモンウェルスゲームズに導入され、夏季オリンピックには2016年リオデジャネイロオリンピックから追加された。
ラグビーユニオンは1995年にIRBが選手への報酬の制限を撤廃し、プロ化を容認するまでアマチュアスポーツだった。しかしながら、ラグビーユニオンの1995年以前の時代はShamateurism（アマチュア選手をプロ同様に扱うこと）としてたびたび告発され、コモンズ特別委員会によってイギリスで調査されるなどした。プロフェッショナリズムの導入に続いて、北半球のハイネケン・カップおよび南半球のスーパー・ラグビーが国際クラブ大会として始まった。南アフリカ、ニュージーランド、オーストラリアが参加し毎年開催されるトライネイションズは1996年に開始された。

## 特色

### 5つのバリュー
2009年、国際ラグビー評議会（International Rugby Board; 略称IRB、現・ワールドラグビー）は、5つのバリューとして「品位、情熱、結束、規律、尊敬」を掲げ、ラグビー憲章（The World Rugby Playing Charter）」に加えた。英語ではそれぞれ「INTEGRITY、PASSION、SOLIDARITY、DISCIPLINE、RESPECT」という。

### キャプテンシー
ラグビーにおける試合中の具体的な指揮は、チームを率いるキャプテンが行う。レフリーは、試合中、会話や指示によって両チームのキャプテンとコミュニケーションをとっている。試合中にレフリーに話しかけることができるのは、キャプテンに限られる。
監督やヘッドコーチ（HC）は、試合中にグラウンド脇やベンチなどにいることはなく、観客席などの高い位置からフォーメーションを確認しながら選手交代の指示をトランシーバー等でスタッフに連絡している。なお、ハーフタイム中は直接指示することも多い。

### 日本のラグビーの特徴

#### ノーサイド精神
ノーサイド（英語: No side）は、試合終了のことを指す用語である。ただし、現在の英語圏では古風な表現とされ、代わりにFull Time（フルタイム）が用いられている。
1857年に出版されたトマス・ヒューズ著『トム・ブラウンの学校生活』には、ラグビー校のフットボールの試合に関して「"No side" is called, and the first day of the School-house match is over.」と書かれている。ラグビーではかつて審判が試合終了を宣言するために「no side」と叫んでいた。
「ノーサイド」という言葉は日本でのみ生き残り、試合終了のホイッスルが鳴ったら全員お互いの違いを忘れるべき、ということを意味するようになった。日本では当初、剣道などの武道と同じく精神性が重んじられるようになった。新島清（1915年–1998年）は「ラガーマンが大切にしなくてはいけない思想が四つある。『自己犠牲の精神』『ノーサイドの精神』『レフリー絶対の精神』『アマチュア精神』この四つの思想を合わせて、ラグビー精神という」と述べた。ただし、ラグビーユニオンはアマチュアからプロへ変更され、ワールドラグビーでは1995年8月26日から、日本ラグビーフットボール協会では2001年から、学生チーム以外でのアマチュアリズムは無くなった。
ラグビーワールドカップ2019（日本大会）において、大会ボランティアスタッフの名称を「TEAM NO-SIDE」とし、その応募者は3万8000人を超えた。
国際試合においては、日本に限らずどの国であっても、相手チームとの握手やジャージ交換などが習慣化されている。

#### One For All, All for One
ラグビーを語る上でよく使われる言葉「一人は皆の為に、皆は一人の為に (One For All, All for One)」は、フランスの作家アレクサンドル・デュマ・ペールの小説『三銃士』の中の言葉（原文フランス語"un pour tous, tous pour un"）である。

## ポジション

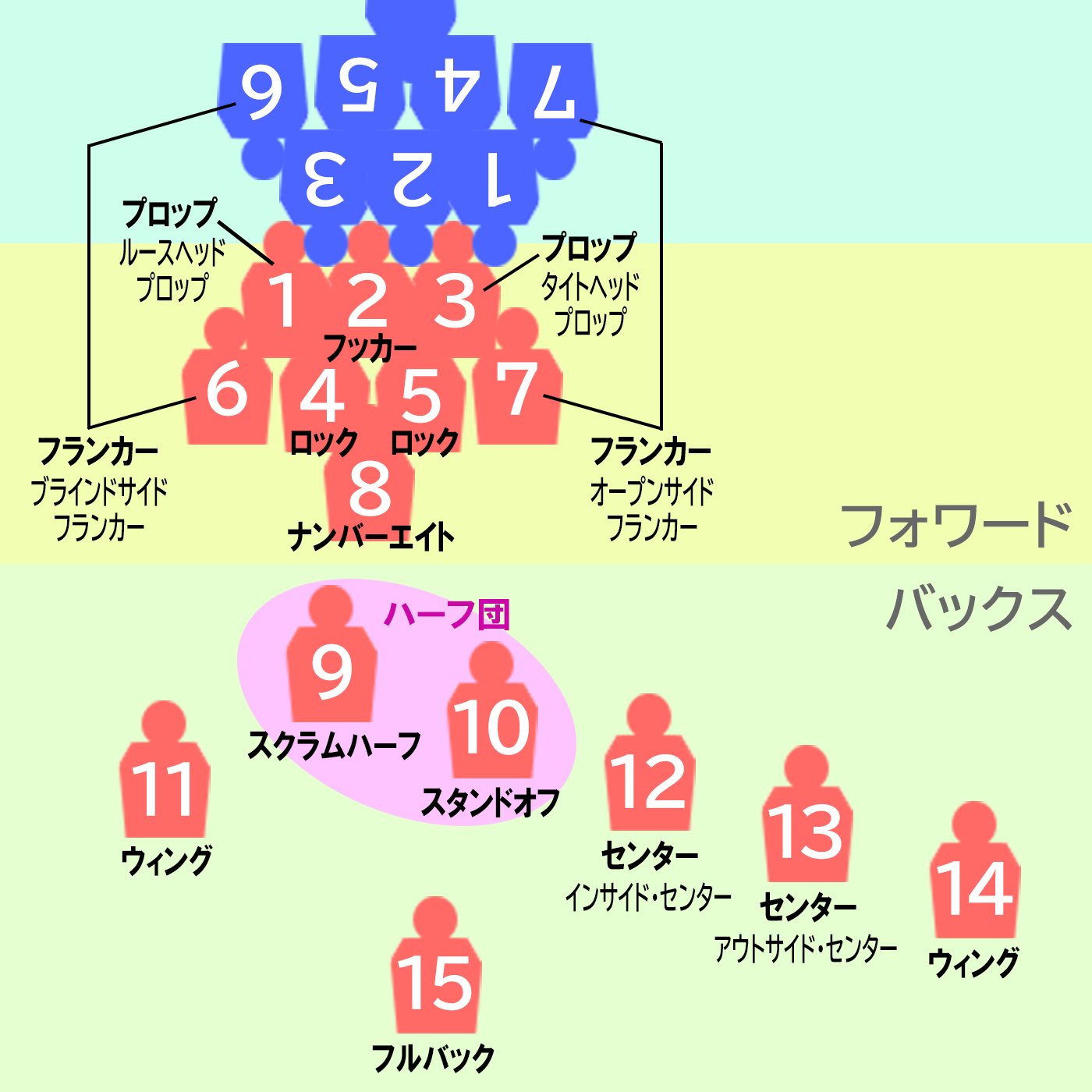

ラグビーユニオンにおいては、先発選手15人の背番号1から15まで、それぞれに対応するポジションが定められている。

## 試合
1チーム15人で競われる。大学生以上のシニアチームの場合、試合時間は前後半あわせて80分であり、ハーフタイムは12～15分である。
相手陣地のゴール領域（これをインゴールという）でボールを地面に置くことをトライ (TRY) と呼び、ゴールラインの上空、線上に建てられた2本の柱の間のクロスバーより上にボールを蹴り入れることをゴールと呼ぶ。プレー中にドロップキックしてのゴールをドロップゴール、相手の反則の際に与えられるペナルティーキックでのゴールをペナルティーゴールと呼び、また、トライに成功したチームにはゴールの機会が与えられ、これをコンバージョンと呼ぶ。それぞれの得点は、トライが5点、ペナルティーゴールおよびドロップゴールが3点、コンバージョンによるゴールが2点である。
選手は、ボールを持ち、走り、投げ、蹴ることができるが、ボールを前方に落としたり（ノックオン knock on）前方に投げたり（スローフォワード throw forward）してはいけない。つまり攻撃側は、『ボールを持っているプレーヤーが、自チームの15名の先頭にいなければならない（ボールを持たないプレーヤーがボールを持っているプレイヤーよりも前にいる場合、そのプレーヤーはオフサイドの位置にいるのでプレーに参加できない）。』のである。守備側は、ボールを持った選手のみに対して、タックルをすることができ、これによって倒された攻撃側の選手は、ボールを素早く手放さなければならない（ダウンボール）。これを行わないと、ノット・リリース・ザ・ボールという反則になる。また、ラグビーでは膝がついている状態でも倒れているとみなされるため、プレーをしてはいけない。タックルをしたプレーヤーは、ボールキャリアーのボールを奪うこともできる（だが、実際ボールキャリアーが孤立し、フォローが遅れている場合は有効であるが、事実上そのようなことは滅多に見られない）。また、このことをジャッカルと呼ぶ。
タックルによって選手の動きが止まることで、後に続く攻撃側、守備側双方の選手らが集まり密集が形成されるが、その中の選手がボールを持っている状態をモール、ボールが地面にある状態をラックと呼ぶ。モールやラックでは「ゲート」があり、そのラックやモールなどの横からは入れない（モールに縦に入らなければならない）。横から入った場合、オブ・ザ・ゲート（ゲートオフサイド）と呼ばれる反則になる。（詳しくはモールへ）この他に審判の指図で意図的に形成される整然としたスクラム scrummage と呼ばれる密集状態があり、スクラム及びラックの中では、ボールの操作は足でのみ許されている。スクラムは、審判の「クラウチ」→「バインド」→「セット」の合図で両チームのフォワード（前衛）同士が円陣を組むように組み合い、スクラムハーフがボールをスクラム内に投入し、攻撃側、守備側双方のフッカーがこれを取り合う。ただし、ゴールラインが近い場合にはスクラム内にボールをキープしたままインゴールに押し込んでしまう場合がある。この場合はスクラム・トライというトライになる。
攻撃側のボールを奪い、防御側のチームのボールにすることをターンオーバーという。
キックでは、自陣22メートルラインの外側（敵陣側）で蹴ったボールがバウンドせずにタッチラインへと出た場合、ダイレクトタッチと呼び、ボールが出た地点ではなく、「キック地点からゴールラインと平行な直線を引くと、ボールが出た側のタッチラインと交わる地点」でのラインアウト（後述）となる。また、キックする場合そのキックするラインより前にいるプレーヤーはプレイしてはならない。した場合キックオフサイドという反則となる。
ラグビーでは常に危険が付き纏うため、反則が事細かに規定されているが、反則があっても必ずしも競技が即中断されるとは限らず、反則を犯したチームに不利な展開が続く限り猶予される場合があり、アドバンテージ（を見る）といわれる。この時、主審は有利なチームに向けて水平に腕をあげている。
反則からの再開には、スクラムによるものとペナルティーキック等によるものとがあり、反則の種類によっていずれで再開されるかが定められている。比較的軽い反則からはスクラムで再開し、重い反則からはペナルティーキックから再開される（フリーキックもある）。重大な反則を犯したときは、イエローカードを提示されるシンビンとよばれる10分間の一時的退出やレッドカードを提示される退場もある。
ボールがタッチラインから外に出るとラインアウトという方法で再開する。出た地点からゴールラインと平行に引かれた仮想線（これをラインオブタッチという）の両側に両チームのフォワードが並び、出た地点から出したチームの相手側（ペナルティキックの場合出したチーム）の選手がラインオブタッチ上にまっすぐに投げ（まっすぐでないときはノットストレートという反則になる）、それを両チームが取り合う。
近年のラインアウトは、ルール変更もあり、人を持ち上げて、より高いところでボールを取ろうとするのが普通である。ただし、反則によるペナルティーキックで直接外に出した場合は出したほうが投げる。ところが、タッチラインの外でボールを投げ入れる側がボールを直接捕ったとき、フォワードが並ばないうちにボールを投げ入れてしまうことがある。これをクイック・スローインといい、戦術の一つとなっている。ただし、どちらか片方のフォワードが並んでいた場合は当然反則である。
ラグビーではしばしばゲインラインという用語が使われる。ゲインラインは攻撃の有効性をはかる指標のひとつであり、直前の攻撃の結果できたポイント（スクラム、モール、ラック等の地点）を通りゴールラインに平行な線がゲインラインとなる。ゲインラインからどれだけ前進（後退）するかは、その攻撃でどれだけ自分たちの地域を獲得できたか（できなかったか）を意味し、すなわち、得点できる（される）かのキーポイントとなる。ラインアウトの場合はラインオブタッチが、スクラム、モール、ラックの場合はその中心線がゲインラインとなる。
試合時間は前半・後半各40分の計80分だが、終了時刻を過ぎてもプレーが途切れるまで試合は継続される。ペナルティキックやフリーキックでも試合は継続される。ラグビーでは、試合終了のことを、日本においてはしばしば「ゲームセット」ではなくノーサイドと呼ばれている。戦い終えたら両軍のサイドが無くなって同じ仲間だという精神に由来する言葉である。
計時方法はサッカーと同じロスタイム制度が多く使われるが、重要な大会ではタイムキーパー制度が使われる。これは、負傷者の手当や選手への指導など、審判が必要と認めたときに計時を止める方式である。そのため、40分を経過した時点でホーンが鳴り、時間が来たことを知らせる。基本的にプレーが止まると終了だが、後半の場合、リードしている側が反則を犯した場合、試合は継続する。そのため、リードしている側はボールを外に蹴り出して試合を終了させる。
ルールについては国際ラグビー評議会が競技規則を定めて日本語で公開しており、用語については日本ラグビーフットボール協会が用語集を公開している。

## 規則

ラグビーユニオン競技場の略図

国際統括団体のワールドラグビー理事会が承認した「世界的試験実施ルール」により2025年1月1日以降、ルールや用語の変更が行われた。日本国内では令和7年4月1日から適用されるが、ジャパンラグビーリーグワンにおいては世界に先駆けて2024-25シーズンの開幕した2024年12月から採用されているほか、用語の変更については日本国内でも2025年1月6日から順次適用される。
- コンバージョンキックまでの時間が90秒→60秒に短縮。
- ラインアウト形成の時間制限が30秒以内に。
- スクラム、ラック、モールでのスクラムハーフの保護。
- コンテスト（争奪）の無いラインアウトでのノットストレートの許容。

| 変更前→                                           | 変更後                                               |
| ------------------------------------------------- | ---------------------------------------------------- |
| ゴールライン （Goal Line）                        | トライライン （Try Line）                            |
| インゴールエリア （In-goal area）                 | トライゾーン｜トライエリア （Try zone｜Try area）    |
| ラッチ （Latched）                                | プレ・バインド｜プレ・ボンド （Pre-bind｜Pre-bound） |
| ゴールラインドロップアウト （Goal Line drop-out） | トライラインドロップアウト （Try Line drop-out）     |
| 一時退出 （Temporary suspension）                 | イエローカード （Yellow Card）                       |
| 退場 （Permanent exclusion）                      | 退出｜レッドカード （Sent off｜Red card）            |
| ノックオン （Knock-on）                           | ノックフォワード （Knock forward）                   |
| ジャッカル｜ジャッカラー （Jackal / Jackler）     | スティール｜スティーラー （Steal｜Stealer）          |

### 得点
ラグビーユニオンは2チーム間でプレーされ、より多く得点したチームが勝利する。得点する方法は複数ある。トライはインゴールエリア（ゴールラインとデッドボールラインの間）にボールを置くこと（5点）とコンバージョンキック（2点）の権利が得られる。ペナルティーキックあるいはドロップゴールが成功すると3点が加点される。それぞれの方法で何点が得られるかは時代と共に変更され続けている。

### 競技場
ラグビーユニオンは最長144メートル幅70メートルの競技場で行われる。実際の試合では、2つのトライライン間は最大100メートルで、トライラインの後方10 – 22メートルの間にデッドボールラインが引かれる。競技場には、特にハーフウェイラインや22メートルライン（ゴールラインから22メートルの位置）などいくつかのラインが引かれる。
ラグビーのゴールポストはH型をしており、地面から3メートルの高さの水平のクロスバーで連結された5.6メートルの距離にある2つのポールから構成されている。他のいくつかのスポーツとは異なりゴールキーパーはおらず（ゴールキーパーの位置づけを作るならフルバック）、クロスバーの下の領域には特別な意味はない。元々はヤード・ポンド法で測られていたが、現在はメートル法が使われている。

### 試合の構造
ゲームの始めに、主将とレフェリーはどちらがキックオフを最初に行うかを決定するためコイントスを行う。プレーはドロップキックで始まり、選手はボールを追って相手陣内に入る、相手側はボールを確保し前に進めようと務める。ボールを持った選手がタックルされた場合は、しばしばラックに移行する。
ゲームは前後半それぞれ40分で行われ、間に休憩が取られる。ハーフタイムの休憩で、エンドが交代する。選手の負傷やレフェリーが懲戒処分を行う際にゲームがストップする時は時計は進まない。そのため、経過時間は大抵80分より長くなる。レフェリーは、オフィシャルタイムキーパーがいる時でも、自分で試合時間を管理する責任がある。ボールがインプレーの間に40分あるいは80分が経過した場合は、ボールが「デッド」になるまでゲームは続行され、その後にレフェリーが笛を吹く。しかしレフェリーがペナルティーキックあるいはフリーキックを与えた場合は試合は続行される。

### パス・キック
前方へのパスは反則であり（スローフォワード）、パスは横方向あるいは後ろにしなければならない。ボールは、キッキング、ランニング、スクラムあるいはモールの3種類の方法によって前進する。アメリカンフットボールとは異なり、「ブロッキング」は許されていないため、ボールを持つプレーヤーのみがタックルされるかラックの状態となる。ボールが選手の腕によって打たれ前方に落下した場合は「ノックオン」の反則となり、プレーはスクラムで再開する。
全ての選手が相手陣地を奪うためにボールを前方へキックしてよい。キックしたボールがフィールド内に着地してからタッチラインを越えた場合は、越えた場所で相手ボールのラインアウトが行なわれる。また、自陣の22メートルラインの内側（自陣ゴールラインと22メートルラインの間）でキックし、ボールがフィールド内に着地せず直接タッチラインを越えた場合は、越えた場所でのラインアウトとなる。しかし、22メートルラインの外側でキックし、ボールが直接タッチラインを越えた場合は、「キック地点を通り、ゴールラインと平行な直線が、ボールが出た側のタッチラインと交わる地点」でのラインアウトとなり、前進とならない。ペナルティキックで直接タッチラインを越えた場合は、キック地点が22メートルラインの内側か否かに関わらず、越えた場所でのラインアウトとなる。また、この場合は味方ボールのラインアウトとなる。
また、キックオフの際、キックの距離が10m未満だった場合 (ノットテンメーター (10m))およびダイレクトでタッチを割った場合は2つの選択肢が相手に与えられ、多くの場合はハーフウェイライン上でボールを持っていない方のスクラムで再開される。キックオフ時にダイレクトでタッチを割った場合はノット10m時の3つの選択肢に加え、タッチとしてラインアウトを選択する、クイックスローインする、選択肢も相手側に与えられる。

### ブレイクダウン

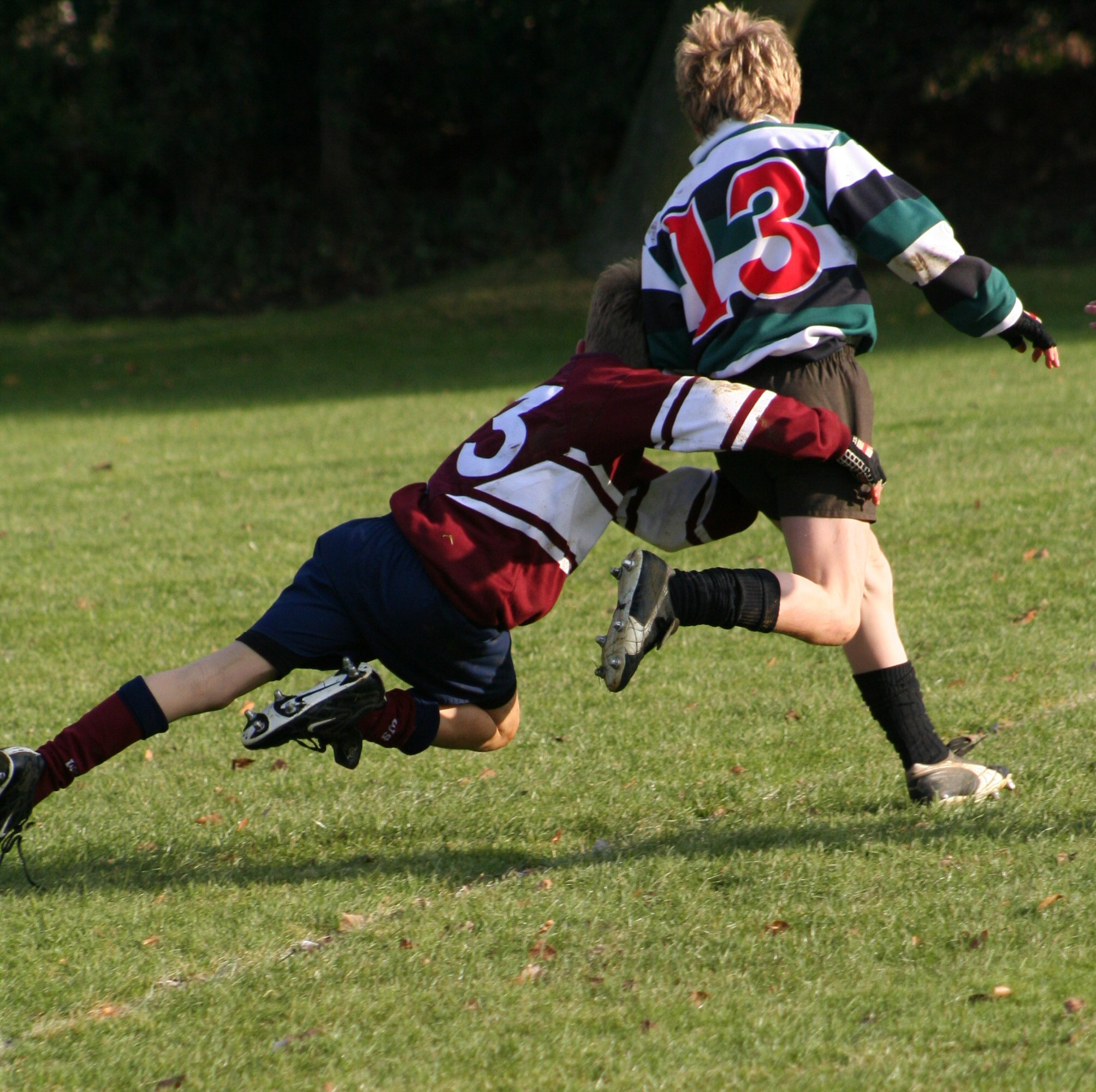
ラグビーのタックル。タックルはボールを保持してる選手を妨害あるいは地面に倒す目的で首から下を狙わなければならない。

守備側の目的は、タックルによって相手を倒すか（その後大抵ラックに移行する）、モールで争いボールを持った相手選手を止めることである。このような状況はブレイクダウンと呼ばれ、それぞれ特定の規則がある。

#### タックル
選手は、ボールを持っている相手選手に抱き付くことでタックルする。タックラーは相手の肩より上をタックルしてはいけない。(高校生以下においては、新ルールにより胸より上へのタックルが禁止。)また、タックラーはタックルが終了するまで相手選手に腕を巻き付けるよう試みなければいけない。相手を押すこと、ショルダーチャージ、足あるいは脚で相手を転ばせることは反則である。ただし手で相手を転ばせることは許されている（タップタックルあるいはアンクルタップ）。タックラーはボールをキャッチするためにジャンプした相手選手が着地するまではタックルしてはいけない

#### ラックおよびモール
モールはボールを持った選手が相手と接触しても倒れず立った状態となった後に起こる。3人以上がその密集状態に関与するとモールが成立する。ラックはモールと似ているが、ラックではボールがグラウンド上にある点が異なり、少くとも3人の選手がボールを守ろうとしてグラウンド上で密集している時に成立する。

### セットピース

#### ラインアウト

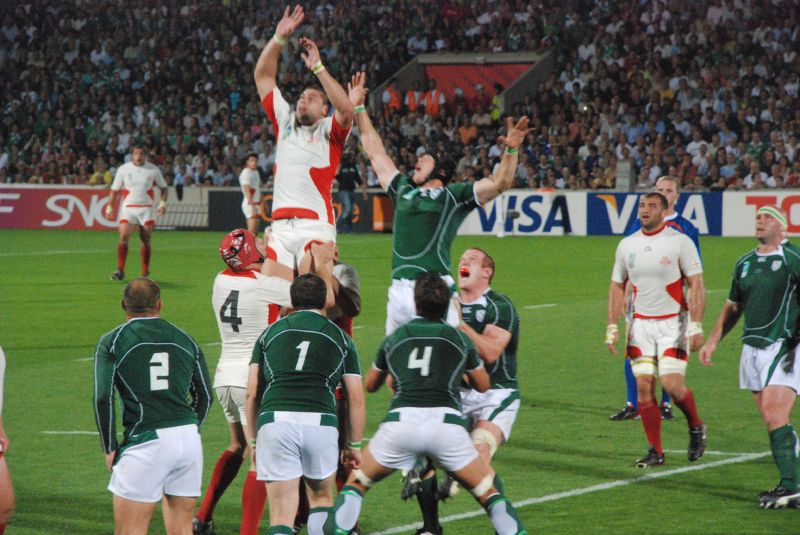
ラインアウトで競るアイルランドとジョージア（2007年ワールドカップ）

ボールがフィールドの横に出た時は、最後にボールを触ったチームの相手側にラインアウトが与えられる。それぞれのチームのフォワード（全員である必要はなく、数はスローインするチームのオプションである）は、タッチラインに垂直に、タッチラインから5メートルから15メートルの間に、1メートルの距離を置き整列する。ボールはタッチラインからフォワードの列の中央に、ボールを最後に触れなかったチームの選手（大抵フッカー）によって投げ入れられる。例外は、ボールがペナルティーによってサイドを割った時で、この際はペナルティーを得た側がボールを投げ入れる。
ラインアウトではどちらのチームもボールを争い、選手はチームメイトを持ち上げるなどする。ジャンプした選手には着地するまでタックルをしてはならず、肩と肩の接触のみ許されている。

#### スクラム

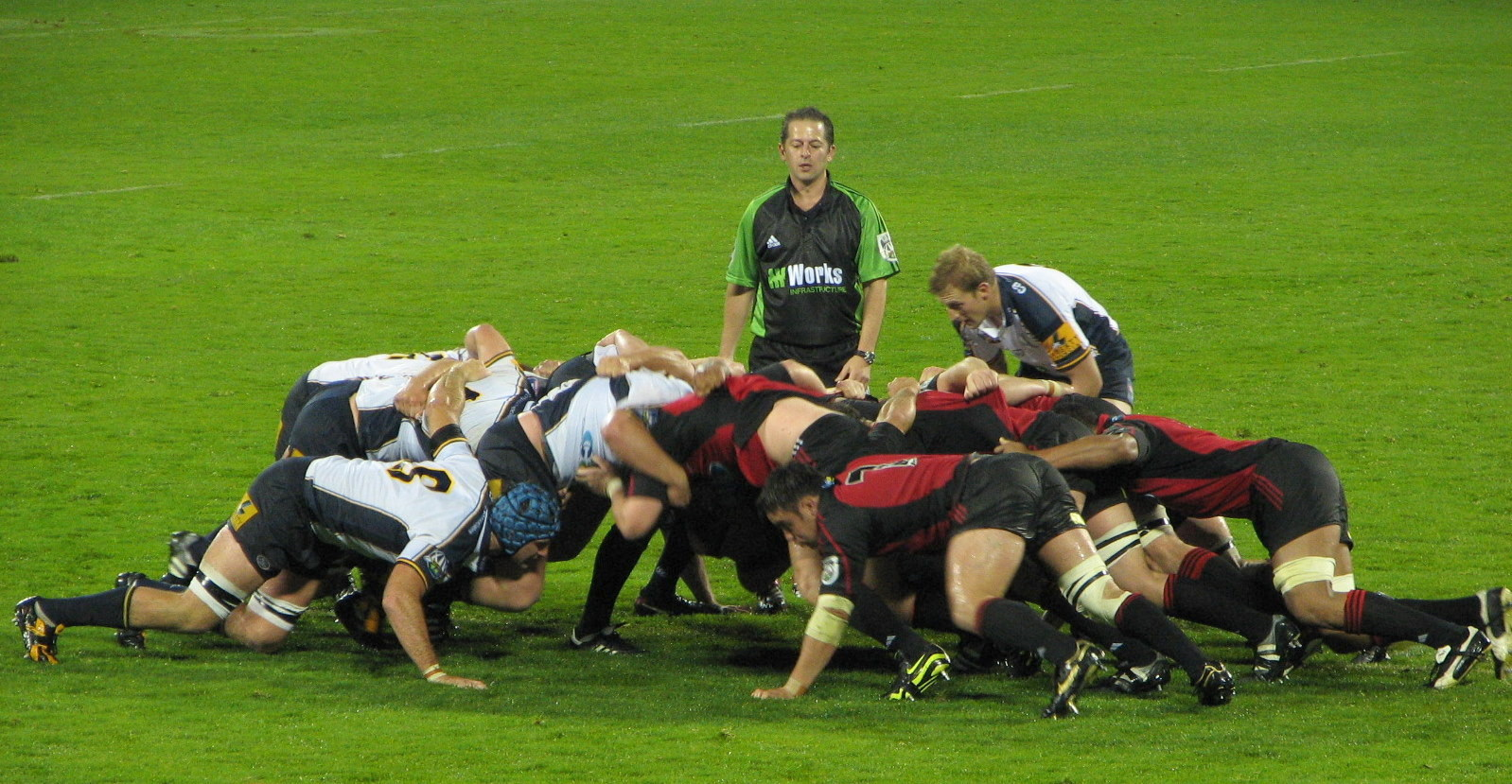
スクラム

スクラムは、軽い反則の後に安全かつ公平に試合を再開する方法である。スクラムは、ボールを前にパスあるいは落とした場合、誤ってオフサイドになった場合、ボールがラックやモール中で膠着状態になった場合に与えられる。また、ペナルティーを得たチームはスクラムを選択することができる。
スクラムは、それぞれのチームの8人の選手が3列となり組み合わさって形成される。前列（フロントロー）は、フッカーとその両側の2人のプロップ（ルースヘッドおよびタイトヘッド）からなる。2列目（セカンドロー）は、2人のロックと2人のフランカーからなる。セカンドローの後ろにナンバーエイトが位置する。このフォーメーションは3-4-1フォーメーションとして知られている。スクラムが形成されると、スクラムの権利を得たチームのスクラムハーフが、フロントロー間の「トンネル」にボールを投入する。それぞれのチームのフッカーは、ボールを脚で後方に掻き込むことによってボールのポゼッションを競う。その間、それぞれのパックはボールのポゼッションを得るのを助けるため、相手を後ろに押そうと試みる。ポゼッションを得た側はボールをスクラム後方へ運び、ボールをナンバーエイトあるいはスクラムハーフによって拾い上げる。

### オフィシャルと反則
試合のオフィシャルは、レフェリーと2名のアシスタントレフェリーの計3名である。以前はタッチジャッジとして知られていた後者の基本職務は、ボールがタッチに出たことを示すことだった。彼らの役割は拡大され、現在はファール行為の観察や、オフサイドラインのチェックなど多くの領域においてレフェリーを補助することが期待されている。加えて、高レベルの試合においては、しばしばテレビマッチオフィシャル（television match official, TMO; 一般的にはビデオレフェリーと呼ばれる）がおり、レフェリーと無線で交信し判断を補助する。レフェリーは、決定を示すのにハンドシグナルを使用する。
よく起こる反則は、肩より上へのタックル、スクラムやラック、モールを故意に崩すこと（コラプシング）、タックルを受けた選手がボールを手放さないこと（ノット・リリース・ザ・ボール）、タックル後、モール及びラックなど密集に参加する選手が倒れ込みによりボールを出させなくすること（オーバー・ザ・トップ）、マイボールの選手がスクラムやラインアウトの中に真っ直ぐボールを投入しない。（ノット・ストレート）、オフサイドなどである。反則を犯していない側のチームがペナルティーを得た際には、以下のように多くの選択肢がある。
- 「タップ」キック —— 手に持ったボールを非常に短い距離キックした時は、キッカーはボールを再び手にし走ることが許されている。日本では「チョン蹴り」とも呼ばれる。
- パント —— 手に持ったボールを長距離キックし陣地を稼ぐ。
- プレースキック —— キッカーが得点を試みる。

不正行為や度重なる違反行為を行った選手は退場（レッドカード）あるいは10分間の一時退場（シンビン）（イエローカード）処分となる。退場となった場合、交代の選手が出場することはできない。

### 交替および入替え
試合中は、選手の（怪我による）交替あるいは（戦術的理由による）入替えが行われる。交替となった選手は、一時的な止血のための交替以外は試合に戻ることはできない。入替えで外に出た選手は、出血した選手の交替として一時的に、フロントローフォワードと交替で出た場合はずっと試合に戻ることができる。国際試合においては7名までの交替が許されており、国内あるいは国境を越えた大会ではナショナルユニオンの自由裁量で8名まで増やすことができる（その内3名はフロントローフォワードを務めることができる選手でなければならない）。

## 用具
ラグビーユニオンの試合における最も基本的な道具はまずボールと、ラグビーシャツ（ジャージ）、ラグビーショーツ、ソックス、ブーツである。ラグビーボールは楕円形（長球）であり、4枚のパネルによって作られている。ボールは歴史的に革製であったが、現代ではほとんどの試合において合成素材で作られたボールが使用されている。IRBは、ボールの寸法を規定しており、長さは280-300 mm、縦の外周は740-770 mm、横の外周は580-620 mmである。ラグビーブーツは芝生のピッチに適するようスタッド付きのソールを有している。スタッドは金属製あるいはプラスチック製のものが使われるが、先端あるいは端が鋭いものは禁止されている。
防具は任意であり、厳密に規制されている。マウスガードは最も一般的な防具で、ほぼ全ての選手が装着しており、いくつかの国では義務となっている。その他の許可されている防具は、スクラムキャップ、薄く（厚さ10 mm以内）軟質の肩パッド、ソックスの下に装着するレガース（脛当て）などである。バンデージあるいはテーピングは負傷を補助あるいは防止するためにすることができ、選手の中にはスクラムやラックにおいて耳を守るため頭の周りにテープを巻くものもいる。女子選手は胸パッドを装着することもできる。
ボールに対するグリップを上げる目的で、フィンガーレス・グローブ（グリップ・グローブ）が使用されることもある。
マッチ・オフィシャルは、試合前に選手の服や用具が規則に則っているかをチェックする責任がある。

## 統括団体

正会員および準会員
正会員
準会員

ラグビーユニオン（ならびにセブンズといった関連競技）の国際競技連盟はワールドラグビー（WR）である。WR本部はダブリンにある。1886年に設立されたWRは、世界中のラグビーユニオンを統括し、試合規則およびランキングを発表している。2012年11月現在、WRには正会員（100）ならびに準会員（18）を合わせて118の協会が登録されている。WRの統計によれば、ラグビーユニオンは、5大陸の100を越える国々で全ての年代の男女によってプレーされている。WRは、ラグビー・ワールドカップ、女子ラグビーワールドカップ、ラグビーワールドカップセブンズ、ワールドラグビーセブンズシリーズ、U20チャンピオンシップ、U20トロフィー、ネイションズカップ、パシフィック・ネイションズカップを主催している。WRは、セブンズワールドシリーズを除くイベントの開催地を決定する投票を行う。その結果、WRはそれぞれのイベントを開催する契約を各国協会と交す。
WRの下部組織として、6つの地域連盟がある。
- ラグビーアフリカ
- アジアラグビー
- ラグビーアメリカスノース
- ラグビーヨーロッパ
- オセアニアラグビー
- スダメリカラグビー

SANZAAR（南アフリカ・ニュージーランド・オーストラリア・アルゼンチン・ラグビー South Africa, New Zealand, Australia and Argentina Rugby）は、南アフリカラグビー協会、ニュージーランドラグビー、ラグビーオーストラリアおよびアルゼンチンラグビー協会による合弁事業であり、スーパーラグビーならびにザ・ラグビーチャンピオンシップを開催している。
WRならびに各地域協会に加盟している各協会は、それぞれの国においてラグビーユニオンを監督する。

## 世界展開

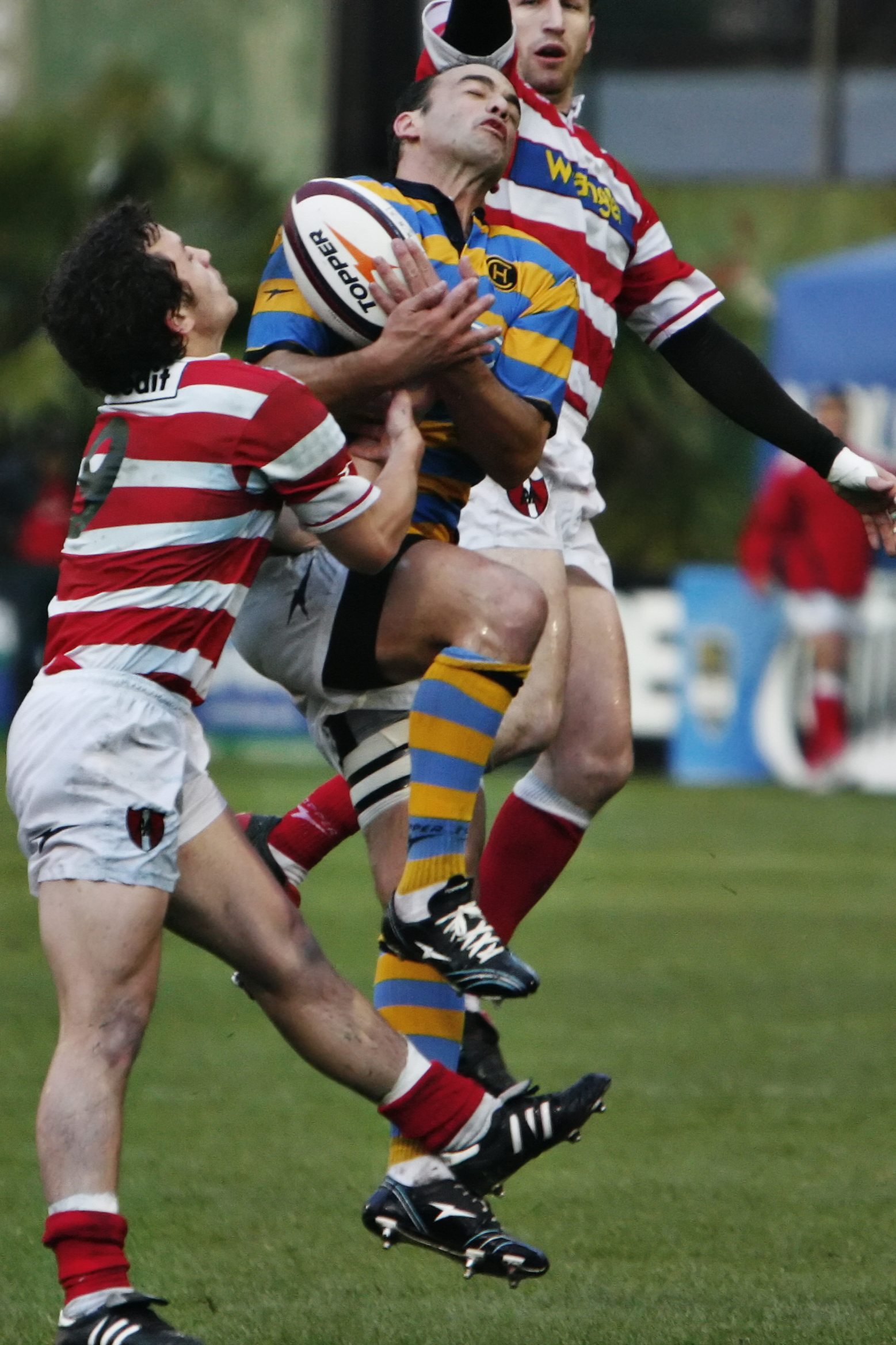
URBAラグビー2007決勝

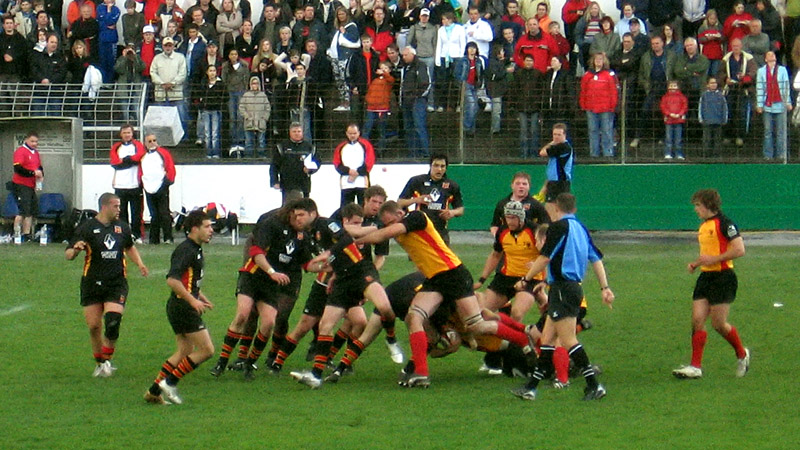
ベルギーと対戦するドイツ

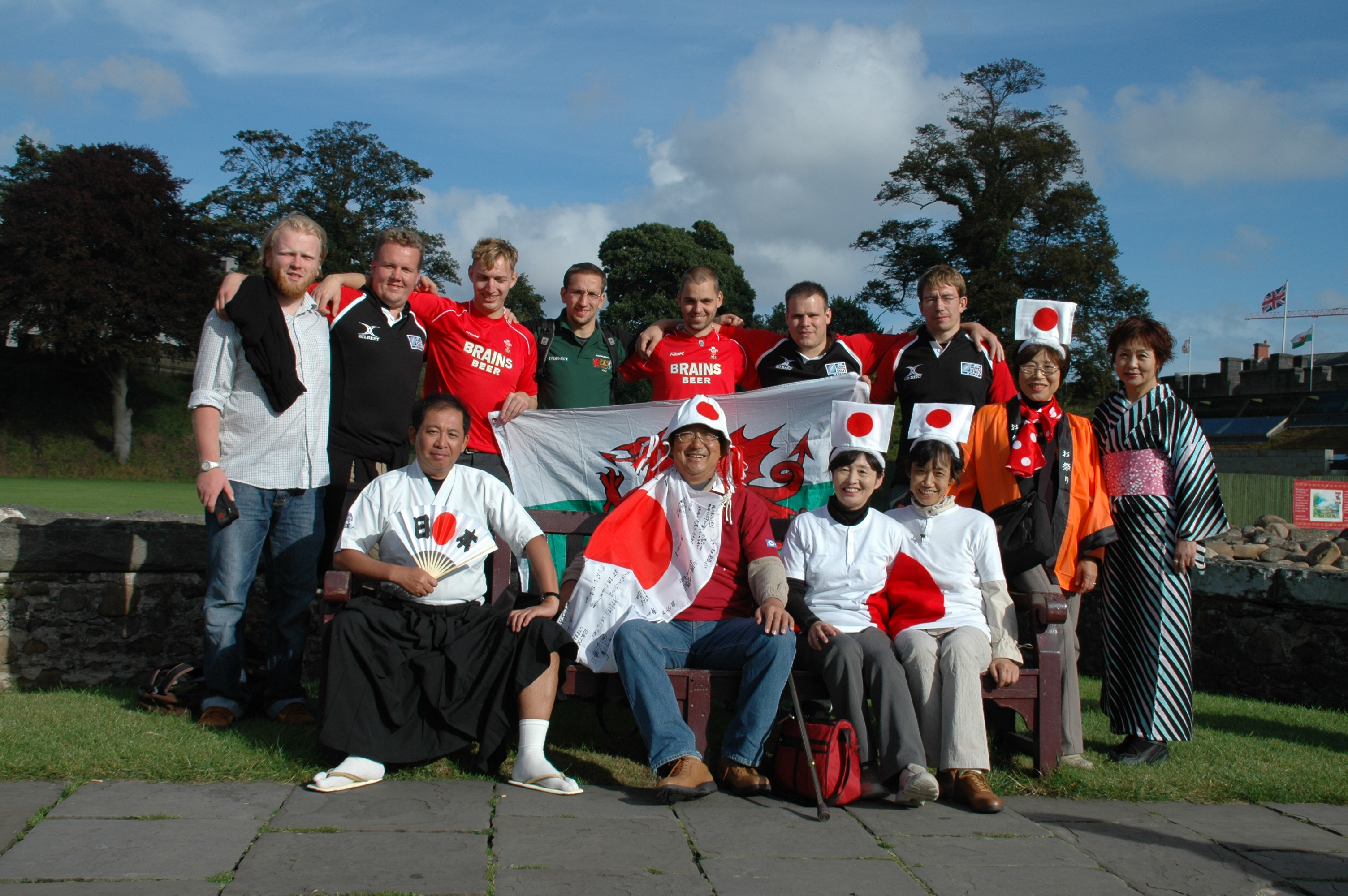
日本とウェールズのラグビーファン（ウェールズ、カーディフ）

最初にラグビーユニオンが広まった国は、発祥地であるイングランドとそれに続く残る3つのホームネイション、スコットランド、アイルランド、ウェールズである。ラグビーユニオンは、海外駐在のイギリス人や軍人、留学生などによって世界中に輸出されていった。1864年には、オーストラリアシドニーでラグビークラブが作られた。ニュージーランドには、1870年にクライスト・カレッジフィンチリー校の生徒としてラグビーをプレーしていたCharles Munroによって持ち込まれたと言われている。フランスの最初のラグビークラブは、1872年にル・アーヴルのイギリス人居住者によって作られた。翌年には、アルゼンチンブエノスアイレスで初のラグビーの試合が行われた（'Banks' 対 'City'）。北米では、カナダ初のクラブが1868年にモントリオールで作られた。モントリオールはまた、1874年にマギル大学とハーバード大学の試合が行われたなど、アメリカ合衆国にラグビーユニオンが紹介されるに役割を果たした。1875年には、ケープタウンに駐屯していたイギリス兵士によって南アフリカにラグビーが紹介された。
いくつかの島国はこれまでにラグビーを受け入れてきた。多くはイギリス軍人によって紹介されたが、後には国際試合の相手を求めて近隣の国々にラグビーを広めていった。フィジーでの最初のラグビーの試合は、1884年頃にビティレブ島バのヨーロッパ人と現地人警察のフィジー人の間で行われた。フィジーは1924年にはサモアへの初の海外遠征を行った。サモアは1927年に自国の協会を設立した。代表チームを有するその他のオセアニアの国としては、クック諸島、ニウエ、パプアニューギニア、ソロモン諸島がある。
ラグビーユニオンがトリニダード・トバゴの到着した正確な日付は知られていないが、1926年には最初のクラブであるCarib RFCが設立された。代表チームは1927年までに活動を開始し、1933年のイギリス領ギアナへの遠征が中止されたため、バルバドスへと行き先を変更しバルバドスへラグビーを紹介した。ラグビーユニオンがプレーされているその他の大西洋の国としてはキューバやバミューダ諸島がある。
ヨーロッパにおけるラグビーユニオンの広がりは散発的なものだった。歴史的に、イギリスやアイルランドチームが南半球の巨人であるオーストラリア、ニュージーランド、南アフリカとの対戦により興味を持っていたため、ヨーロッパのチーム（主にベルギー、オランダ、ドイツ、スペイン、ルーマニア、ポーランド、イタリア、チェコスロヴァキア）はイギリスやアイルランドと国際試合を行う機会を欠き、国際ラグビーの「二番手集団」を作らざるを得なかった。イギリスおよびアイルランド協会と孤立している時期には、フランスがこれらのヨーロッパの国々が定期的に対戦できる唯一の「先頭集団」に属する大陸の国だった。1934年、フランスラグビー連盟が中心となり国際アマチュア・ラグビー連盟 が、WRの権限外のラグビー協会を組織化するために設立された。設立メンバーはイタリア、ルーマニア、オランダ、カタルーニャ、ポルトガル、チェコスロヴァキア、スウェーデン。その他の注目すべきラグビーがプレーされているヨーロッパの国としてはロシアがある。ロシアでは、1933年にダイナモ・モスクワとモスクワ体育協会との間で初の公式記録試合が行われた。ポルトガルでも第一次世界大戦と第二次世界大戦の間にラグビーが根付き、1922年にポルトガル代表が結成され、1927年には公式大会が開始された。
アルゼンチンは、南米において最も知られたラグビーがプレーされている国であり、1899年にアルゼンチンラグビー協会が設立されている。その他いくつかの南米の国々もまた長い歴史を有している。ブラジルにおいてラグビーは19世紀末からプレーされているが、定期的に試合が行われるようになったのは都市対抗試合でサンパウロがサントスを破った1926年からである。主にモンテビデオ・クリケット・クルブの尽力により、ウルグアイにラグビーが定着するまで幾度かの失敗があったものの、1951年には国内リーグと4つのクラブが結成された。ラグビー協会が設立されたその他の南米の国としてはチリ（1951年）、パラグアイ（1968年）、ベネズエラ（1992年）がある。
多くのアジアの国々では、大英帝国の時代からラグビーをプレーする伝統がある。インドでは1870年代初めにラグビーがプレーされるようになり、1873年にカルカッタ・フットボール・クラブが結成された。1878年にカルカッタ・フットボール・クラブは解散、インドのラグビーは行き詰まった。インドがラグビーに与えた遺産として、イングランドとスコットランドの間で毎年争われる世界最古の国際ラグビートロフィーであり、インドからラグビー・フットボール・ユニオンに寄贈されたカルカッタカップがある。スリランカのラグビー協会は1978年に設立されたと主張されているがこの時期の公式な情報はほとんどなく、1920年にスリランカチームはマドラスで開催されたオール・インディア・カップに勝利している。マレーシアについても記録管理が悪いことに悩まされる。歴史的には1892年マレーシアにおける最初の試合が行われたと記録されているが、ラグビーが初めて確認されるのは1922年から行われている「HMSマレーヤ杯」（戦艦HMSマレーヤから名付けられた）の存在であり、マレーヤ杯は現在でもマレーヤセブンズの勝者に贈られる。ラグビーユニオンはトリニティ・ホール大学の学生だった田中銀之助とコーパス・クリスティ・カレッジで学んだエドワード・ブラムウェル・クラークによって1899年に日本に紹介された。日本ラグビーフットボール協会は1926年に設立され、2019年ラグビーワールドカップのホスト国となることが決まっている。これは英連邦およびフランス以外の国で開催される初めてのワールドカップであり、IRBは特にアジアにおいてラグビーユニオンを普及させる機会と捉えている。その他の注目すべきアジアの国々としては、ラグビーセブンズの発展において有名で、香港セブンズを開催していることでも知られている、以前はイギリスの植民地であった香港やシンガポール、大韓民国、中華人民共和国がある。

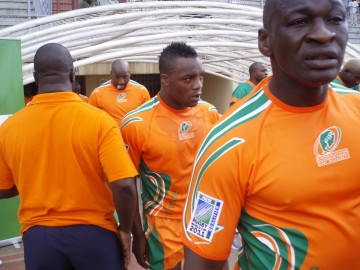
2011ラグビーワールドカップアフリカ予選ザンビア戦試合前のコートジボワール代表（2008年7月21日）

中東および湾岸諸国におけるラグビーは、第二次世界大戦後にこの地域に駐屯したイギリスおよびフランス軍によって1950年代に作られたクラブから歴史が始まっている。これらの軍が去った後、これらの国々で働いていた主にヨーロッパ人の若いプロフェッショナルによってクラブやチームは存続した。オマーンの公式協会は、国王カーブース・ビン＝サイードが後援者となり1971年に設立された。翌年、バーレーンはラグビー協会を設立し、1975年にはドバイ・エグザイル・ラグビー・クラブによってドバイ・セブンズが作られた。イスラエルを含む地域において2011年現在、ラグビーは未だマイナースポーツである。イスラエルはワールドラグビーランキングに含まれている唯一の中東の協会である。
アフリカにおけるラグビーユニオンは、19世紀末および20世紀初頭に主にラグビーは白人のみがプレーするという考えを持っていた入植者や植民地の住人によって広まっていった。そのためラグビーは、先住民によってブルジョワのスポーツと見なされ彼らには広がりを見せなかった。最も早くラグビーがプレーされるようになったのは南アフリカとその隣国のローデシア（現在のジンバブエ）である（ローデシアラグビーフットボール協会は1895年に設立された）。植民地支配が崩壊するとラグビー人気は衰えたが、近年はいくつかのアフリカの国々にラグビーは受け入れられている。21世紀初頭、マダガスカル代表の試合は4万人の観客を集め、1915年からラグビーの歴史を有するナミビアはワールドカップ本戦に1999年から連続で出場している。ワールドラグビーランキングに名前のあるその他のアフリカの国にはコートジボワールや、ケニア、ウガンダ、ザンビアがある。
フィジー、ジョージア、ニュージーランド、サモア、トンガおよびウェールズの少くとも6カ国がラグビーを事実上の国技としている。

## 国際大会

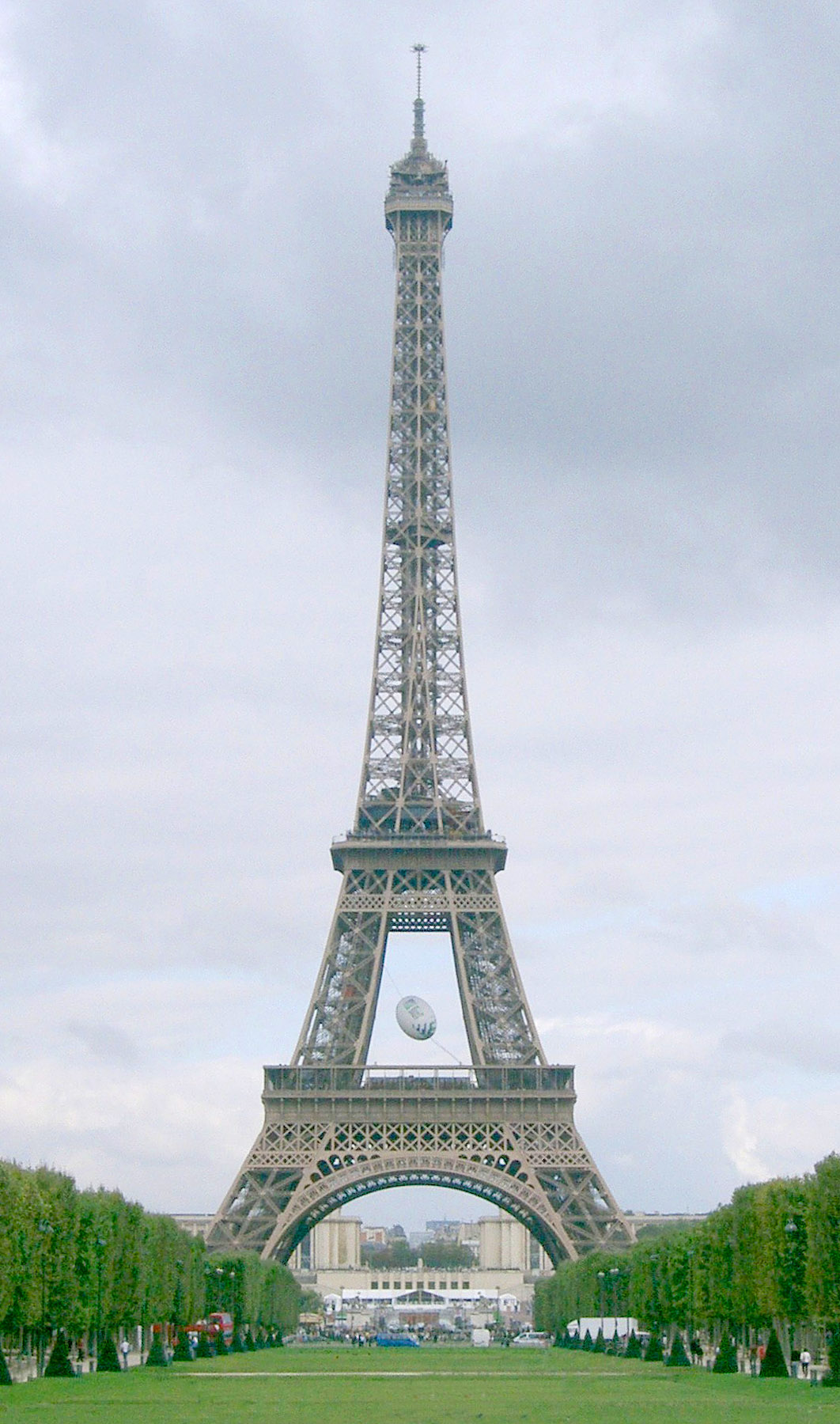
2007年ワールドカップのフランス開催を祝うためにエッフェル塔に飾られた巨大なラグビーボール

ラグビーは対抗戦の歴史であり、海外に遠征したり海外から招待したりして試合を行ってきた。その中でも、国を代表して行われる試合をテストマッチと呼んでいる。このテストマッチに出ることは名誉なこととされ、選手にはキャップが与えられる。日本代表では大野均（日本大学工学部→東芝ブレイブルーパス）が現在キャップ数最多。

### ラグビーワールドカップ
ラグビーユニオンにおいて最も重要な大会は、4年に一度予選を勝ち抜いた男子ナショナルチームによって争われるラグビーワールドカップであり、ワールドラグビーが主催する。1987年以降、4年に一度開催されている。

### シックス・ネイションズ
シックス・ネイションズは、イングランド、フランス、アイルランド、イタリア、スコットランド、ウェールズのヨーロッパ6カ国により毎年開催される対抗戦である。毎年2月から3月に開催される。それぞれの国は他の5カ国と総当たり戦を行う。初期のイングランドとスコットランドの対抗戦の後、1880年代にアイルランドとウェールズが加わり「ホーム・インターナショナル・チャンピオンシップス」が作られた。1900年代にフランスも参加し、1910年に初めて「ファイブ・ネイションズ」という語句が登場した。しかしながら、ホーム・ネイションズ（イングランド、アイルランド、スコットランド、ウェールズ）は、チームの実力、プロフェッショナリズムの疑惑、フィールド上の暴力に対する懸念等により1931年にフランスを除外した。フランスは1939-1940年に再加入したが、第二次世界大戦により8年間大会は中止された。フランスは第二次世界大戦後1947年からの全ての大会に出場している。2000年には、イタリアが参加した現在の6カ国となった。イタリアローマのスタディオ・フラミニオは大会が行われる中で最も小さな競技場である。

### ザ・ラグビーチャンピオンシップ
ザ・ラグビーチャンピオンシップは南半球のトップ代表チームにより毎年開催される国際大会である。1996年の開始から2011年までは、トライネイションズとして知られており、南半球の伝統的な強豪国である南アフリカ、オーストラリア、ニュージーランドが参加していた。この3か国は近年の世界ランキングを支配しており、トライネイションズが最も厳しい国際大会であるといわれたこともある。トライネイションズは当初はホーム・アンド・アウェー2試合を各国との間で行なう方式だった。2006年から各国と3試合ずつ対戦する方式が導入されたが、2007年と2011年はワールドカップイヤーのため各2試合で行われた。
特にアルゼンチンが2007ワールドカップで良いパフォーマンスを見せたため、多くの解説者は、アルゼンチンがトライネイションズに参加すべきだと考えていた。このことは、最初2008年大会での参加、次に2010年大会での参加が真剣に提案され、2009年のトライネイションズ後にSANZAR（南アフリカ、ニュージーランド、オーストラリアの3協会による合弁事業）がアルゼンチンラグビー協会 (UAR) に2012年大会からの参加を要請し実現に近づいた。アルゼンチンの参加により、大会は公式に2012年からザ・ラグビーチャンピオンシップと改名されることになった。大会形式は、当初のホーム・アンド・アウェイ方式に戻ったが、2015年はワールドカップイヤーのため各1試合で行われた。
なお、各参加国の間には定期戦で懸けられるカップ戦が存在し、ニュージーランドとオーストラリアの間ではブレディスローカップ、ニュージーランドと南アフリカではフリーダムカップ、オーストラリアと南アフリカの間ではマンデラチャレンジプレート、オーストラリアとアルゼンチンの間ではプーマトロフィーと呼ばれている。

### その他の大会

#### 欧州ネイションズカップ
欧州ネイションズカップはシックス・ネイションズの次に位置する大会。ヨーロッパの30カ国以上の代表が参加しており、全体を各4チーム前後のディビジョンに分け、それぞれ総当たり戦を行うディビジョン制を取っている。各ディビジョンの最上位と最下位はシーズンごとに入れ替わるが、シックス・ネイションズとディビジョン1Aとの入れ替えはない。主な強国はポルトガル、ルーマニア、スペイン、ジョージア、ロシアなど。チェコやウクライナといった新興国が成績を伸ばしており、本大会は競技の普及と国際化の進捗状況を見るバロメーターとも言える。

#### アジアラグビーチャンピオンシップ

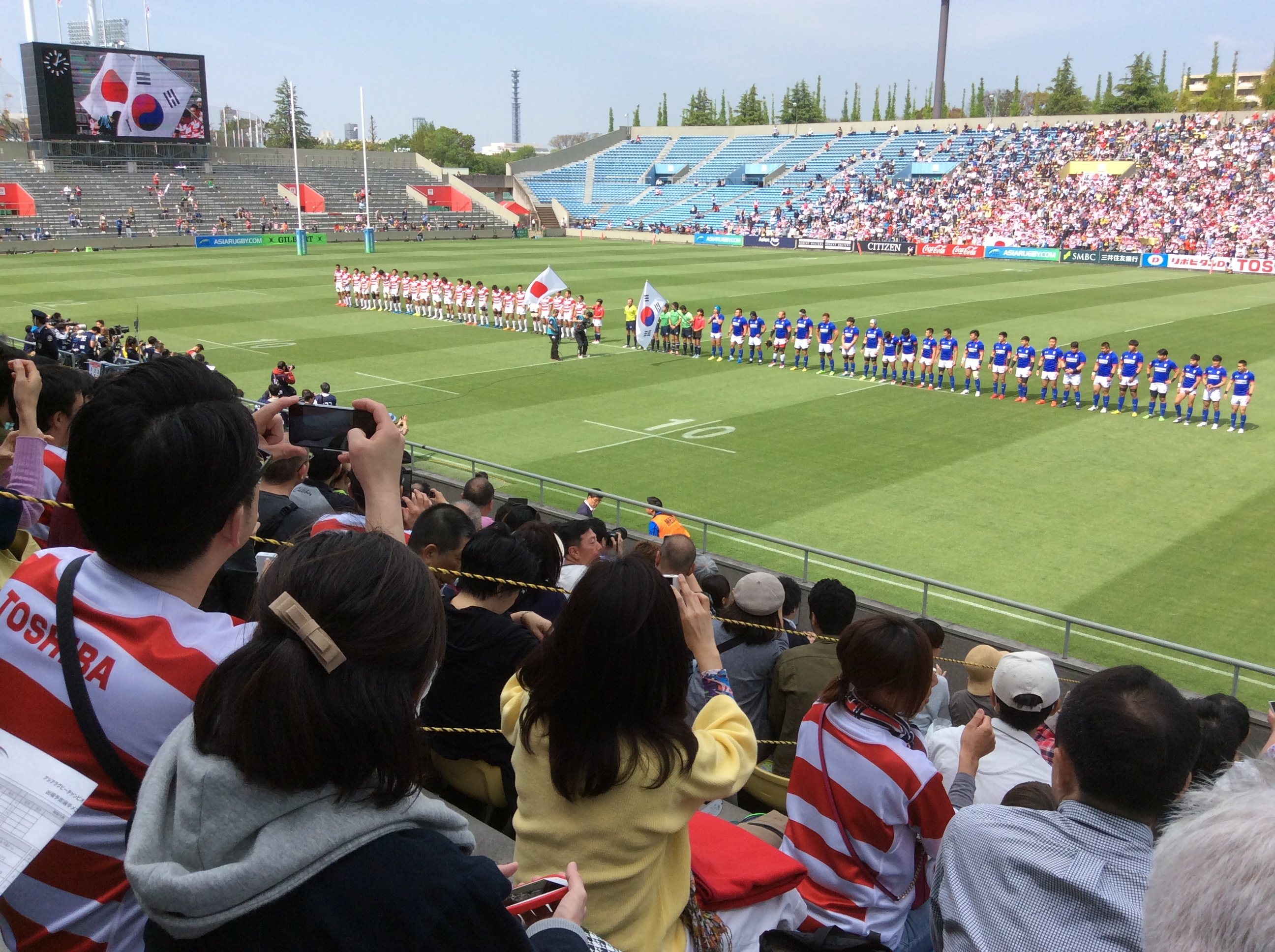
アジアラグビーチャンピオンシップ2017、日本 対 韓国戦の開会式（2017年4月29日撮影）

アジアラグビーチャンピオンシップはアジアラグビー主催の国際大会。前身はアジア5カ国対抗（アジア・ファイブ・ネイションズ）。ARFU加盟国をトップ3、ディビジョン1、ディビジョン2、ディビジョン3、ディビジョン4に分け、トップ3はホーム2戦、アウェー2戦の4回戦総当りによるマッチポイント方式で順位を決定する。2015年の発足以来、日本が勝利している。

#### パシフィック・ネイションズカップ
パシフィック・ネイションズカップは環太平洋の世界ランキング第2位グループを強化し、トップ国との格差を縮める目的で設立された大会。前身はフィジー、サモア、トンガのオセアニア3カ国によるパシフィック・トライネイションズ。2006年に日本、ジュニア・オールブラックス（ニュージーランドA代表）を加えた5チームで発足、翌2007年には、オーストラリアA代表が新たに加わり、6カ国総当り戦で行われるようになった。2008年には、ジュニアオールブラックスに代わってニュージーランドマオリが参加した。2009年にはジュニアオールブラックスが復帰したがオーストラリアA代表は不参加の5カ国で行われた。2010年以降はジュニアオールブラックスも不参加となり、フィジー、サモア、トンガ、日本の4カ国で行われている。

### 国際競技会におけるラグビー
ラグビーユニオン競技は1900年、1908年、1920年、1924年のオリンピックにおいて行われた。オリンピック規則によって、スコットランド、ウェールズ、イングランドは主権国家ではないため独自のチームとしての参加が認められなかった。1900年は、フランスが、グレートブリテンを27対8、ドイツを27対17で下し金メダルを手にした。1908年は、オーストラリアが、グレートブリテンを32対3で破り金メダルを手にした。1920年は、アメリカ合衆国が多くの選手はラグビーになじみがなかったにもかかわらず、フランスを8対0で破る番狂わせを演じた。1924年、合衆国は再びフランスを17対3で破り、ラグビーの金メダルを二度手にした唯一のチームとなった。2009年国際オリンピック委員会は81対8の多数で、セブンズ、4-dayトーナメント形式ではあるが、ラグビーユニオンの少なくとも2016年、2020年での復帰を決定した。これは長年ラグビー界が熱望してきたことであり、国際ラグビー評議会議長のバーナード・ラパセットはオリンピック金メダルは「我々のスポーツ（ラグビーセブンズ）の頂点」と見なされるだろうと述べた。
ラグビーセブンズはコモンウェルスゲームズにおいて1998年のクアラルンプール大会から行われている。現在の金メダル保持国は四連覇中のニュージーランドである。ラグビーユニオンはアジア競技大会においてもタイ・バンコクにおける1998年大会から行われている。1998年および2002年大会では、15人制と7人制の2つの競技がどちらも開催されたが、2006年からは7人制のみが行われている。2010年には、女子7人制ラグビーが開始された。現在の7人制トーナメント（2010年大会）の金メダル保持国は男子が日本、女子がカザフスタンである。

### 遠征
商用航空便が開通する前のラグビーユニオンの初期の間は、異なる大陸間のチーム同士が対戦することはほとんどなかった。最初の2つの重要な遠征はどちらも1888年に行われた。ブリテン諸島のニュージーランドおよびオーストラリア遠征とそれに続くニュージーランドチームのヨーロッパ遠征である。伝統的にほとんどの一流の遠征はオーストラリア、ニュージーランド、南アフリカの南半球諸国による北半球への遠征と、ブリテン・アイルランド合同チームによる返礼遠征であった。遠征は長い移動時間と多くの試合が行われるために数ヶ月に渡って続いた。1888年のニュージーランドチームは6月にHawkes Bayで遠征を開始したが、107試合を戦い、1889年8月までスケジュールは完了しなかった。遠征側のチームは代表チーム、クラブ、地域チームとテストマッチを行った。

## クラブチームの主な大会およびリーグ

### プロ競技会
ラグビーユニオンは1995年からプロ化されている。以下の表は完全にプロ化したラグビー競技会を示す（セミプロ競技会は除外されている）。平均観客動員数はプレーオフを含む。
| 競技会                                           | チーム | 国                                                                                 | 平均観客動員数 | 統計シーズン | 2011–12の 平均観客動員数※1 | 増減比 |
| ------------------------------------------------ | ------ | ---------------------------------------------------------------------------------- | -------------- | ------------ | -------------------------- | ------ |
| トップ14                                         | 14     | フランス                                                                           | 14,624         | 2018–19      | 14,024                     | +4%    |
| プレミアシップ                                   | 12     | イングランド                                                                       | 14,507         | 2018–19      | 13,001                     | +12%   |
| スーパーラグビー                                 | 12     | ニュージーランド (6), オーストラリア (5), フィジー (1)                             | 11,300         | 2019         | 20,274                     | −44%   |
| ユナイテッド・ラグビー・チャンピオンシップ       | 14     | アイルランド (4), ウェールズ (4), スコットランド (2), イタリア (2), 南アフリカ (2) | 8,240          | 2018–19      | 7,721                      | +7%    |
| カリーカップ                                     | 9      | 南アフリカ                                                                         | 7,674          | 2017         | 15,873                     | −52%   |
| ナショナル・プロヴィンシャル・チャンピオンシップ | 14     | ニュージーランド                                                                   | 7,203          | 2008         |                            |        |
| ラグビー・プロD2                                 | 16     | フランス                                                                           | 5,542          | 2018–19      | 3,735※2                    | +48%   |
| NRC                                              | 8      | オーストラリア (7), フィジー (1)                                                   | 1,865          | 2019         |                            |        |
| RFUチャンピオンシップ                            | 12     | イングランド                                                                       | 1,713          | 2018–19      | 1,970                      | −13%   |
| ディディ10                                       | 10     | ジョージア                                                                         | 不明           |              |                            |        |
| ラグビープレミアリーグ                           | 8      | ロシア                                                                             | 不明           |              |                            |        |
| リーガ・ナツィオナーラ                           | 7      | ルーマニア                                                                         | 不明           |              |                            |        |

※1 スーパーラグビーおよびカリーカップは2011シーズンの数値。※2 2010-11シーズンの数値。

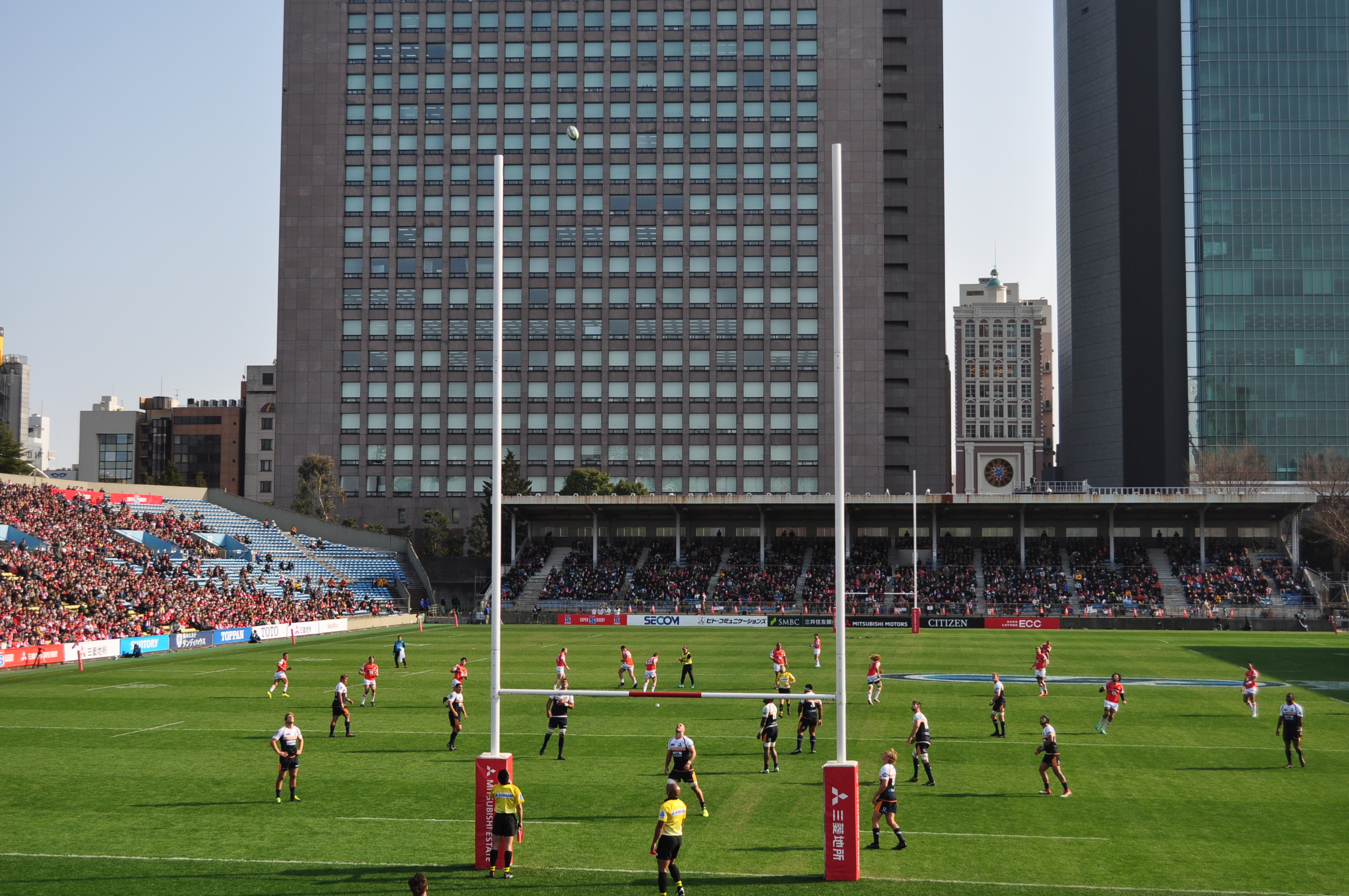
「スーパーラグビー 2018」サンウルブズ vs ブランビーズ戦 （秩父宮ラグビー場 2018年2月24日撮影）

スーパーラグビー
スーパーラグビーは、フィジー、オーストラリア、ニュージーランドの3か国のスーパークラブ（地域代表チーム）からなる南半球最高峰のラグビー大会。2月から8月までの期間限定でスーパークラブを編成しレギュラーシーズンとプレーオフトーナメントを行う。参加チームはオーストラリアカンファレンス（豪州+フィジー）、ニュージーランドカンファレンスの2カンファレンスに振り分けられ、レギュラーシーズンにおいて同カンファレンスとのホーム&アウェーマッチと別カンファレンスとの試合を行った後、各カンファレンスの最上位チームおよび勝ち点上位の計8チームがプレーオフトーナメントに進み優勝をかけて戦う。観客を意識したアタッキングラグビーが楽しめる。なお、参加国には其々に州選抜チームや単一クラブによる国内リーグがある。
プレミアシップ
プレミアシップはイングランド国内のトップリーグ。12チームによるホーム・アンド・アウェーの2回戦総当たりのレギュラーシーズンを行い、上位4強によるプレーオフトーナメントで優勝を決める。南半球国の代表選手も多く所属している。
ユナイテッド・ラグビー・チャンピオンシップ
ユナイテッド・ラグビー・チャンピオンシップはウェールズ、スコットランド、アイルランド、イタリア、南アフリカの16チームが参加するラグビー大会。発足当初はウェールズ、スコットランド、アイルランドのケルト系3カ国のチームによって行われたためケルティックリーグと呼ばれていたが、2010/11シーズンからイタリアの2チームが新たに加入した。2017/18シーズンから南アフリカの2チームが新たに加入する。イタリアから参加するベネトン・ラグビー・トレヴィーゾのみが単一クラブであり、他はスーパークラブ（地域代表チーム）である。なお、参加国には其々に州選抜チームや単一クラブによる国内リーグがある。
トップ14
トップ14はフランス国内のトップリーグ。上述のイングランド・プレミアシップ、プロ14と並ぶヨーロッパ最高峰のリーグである。

### ヨーロピアンラグビーチャンピオンズカップ
ヨーロピアンラグビーチャンピオンズカップは、シックス・ネイションズから選抜されたクラブチームによる大会で、実質的に欧州ナンバー1クラブを決める、サッカーのチャンピオンズリーグに相当する大会である。20チームによるホーム・アンド・アウェーで1次リーグを行い、8強が決勝トーナメントに進む。2013-2014年シーズンまでは、ハイネケンカップという名で開催されていた。

### ヨーロピアンラグビーチャレンジカップ
ヨーロピアンラグビーチャレンジカップは、ヨーロピアンラグビーチャンピオンズカップ下部大会にあたる。シックス・ネイションズからはヨーロピアンラグビーチャンピオンズカップに次ぐ順位のクラブが出場。ロシア、ジョージア、ルーマニア、スペイン、ポルトガル等の上位クラブからも出場する。

### 日本国内の大会
- ジャパンラグビーリーグワン
- 全国クラブラグビーフットボール大会
- 全国大学ラグビーフットボール選手権大会
- 全国地区対抗大学ラグビーフットボール大会
- 全国高等専門学校ラグビーフットボール大会
- 全国高等学校ラグビーフットボール大会
- 全国高等学校選抜ラグビーフットボール大会
- 全国高等学校7人制ラグビーフットボール大会
- 全国中学生ラグビーフットボール大会
- 全国ジュニア・ラグビーフットボール大会
- 全国女子ラグビーフットボール選手権大会
- ウィメンズセブンズシリーズ
- 大学女子7人制ラグビーフットボール交流大会
- 全国高等学校選抜女子セブンズラグビーフットボール大会
- サニックス・ワールド・ラグビー・ユース交流大会
- 全国高等学校女子ラグビーフットボール大会

## 統計および記録
コヴェントリー大学the Centre for the International Business of Sportの2011年の報告書によると、現在500万人以上の人々がラグビーユニオンあるいはIRBによって整理されたその変種をプレーしている。これは前回の2007年の報告書から19%増加している。この報告書では、2007年からアフリカにおいて33%、南米において22%、アジアおよび北米において18%参加者が増加しているとも主張されている 。
ラグビーユニオンの最高峰のイベントであるラグビーワールドカップは1987年の初開催から成長し続けている。16チームがタイトルを争った最初の大会は17カ国で放映され2億3千万人が視聴した。この大会での予選ステージおよび決勝トーナメントのチケット売り上げは100万未満だった。2007年ワールドカップは94カ国が参加し、予選および決勝ステージでのチケット売上は385万だった。この大会は200カ国で放映され42億人が視聴した。
最多国際試合キャップ数を持つのティアー1ネイションの選手はオーストラリアのハーフバックジョージ・グレーガン（139キャップ）である。最多通算得点記録を持つティアー1ネイションの選手はニュージーランドのダン・カーターであり、キャリア通算で1250得点を挙げている。2010年4月、リトアニアは、セルビアに勝利した結果18連勝（ティアー2ネイションに対して）となり、これまでニュージーランドと南アフリカが作った17連勝（ティアー1ネイションに対して）という記録を破った。国際試合での最多得点記録は1994年10月27日に香港がシンガポールに164対13で勝利した試合で記録された。しかし、最大の点差（152点）が開いた試合は、どちらも2002年に行われた日本対中華台北（台湾）の155対3、アルゼンチン対パラグアイの152対0である。

## 女子ラグビーユニオン

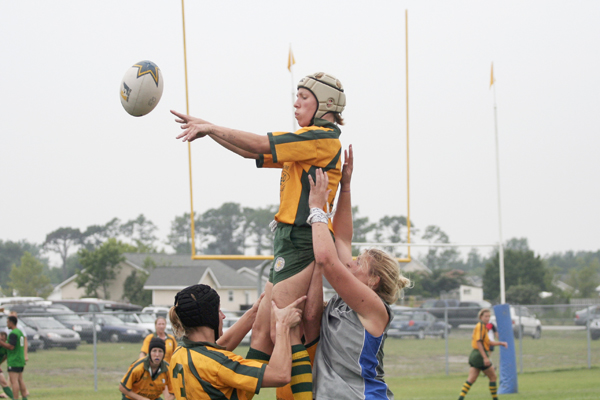
アメリカ合衆国の女子ラグビー: NC Hustlers vs. Midwest II

女子ラグビーフットボールの記録は19世紀末に遡る。Emily Valentineによる最初の文書化された記録には、1887年にアイルランドエニスキレンにあるPortora Royal Schoolで彼女がラグビーチームを作ったと記されている。ニュージーランドとフランスによる初期の女子の試合の報告は存在するものの、根拠のある最初の注目すべき試合の一つは、1917年に行われたカーディフ・レディースとニューポート・レディースの戦時チャリティーマッチである。記録写真ではカーディフ・アームズ・パークでの試合前のカーディフ・チームの姿が残されている。過去30年間、ラグビーユニオンの人気は女子アスリートの間で高まっており、イングランドRFUによると現在80を越える国々でプレーされている。イングランド女子ラグビー協会 (RUFW) は1983年に設立された最も古い女子ラグビーの公式国内統括団体である。女子ラグビーユニオンにおける最高峰の大会は1991年に始まった女子ラグビーワールドカップである。1994年からは4年に1度開催されている。

### 女子国際ラグビー
女子ラグビーユニオンの初の国際試合は1982年、ユトレヒトにおけるフランスとオランダの試合で始まった。2009年現在までには、40以上の異なる代表チームにより600を越える女子の国際試合が行われている。
初の女子ラグビーワールドカップは1991年にウェールズにおいて開催され、アメリカ合衆国が優勝した。第2回大会は1994年に開催され、以後は四年おきに行われている。ニュージーランド女子代表は過去5回のワールドカップを優勝している（1998年、2002年、2006年、2010年）、2017年。
女子ラグビーワールドカップと共に、その他にも定期的に開催されている大会としては、男子の大会と平行して行われる女子シックス・ネイションズがある。女子シックス・ネイションズは1996年に初めて開催されたが、イングランドが2006年から2011年までの6連覇を含め12回大会を制している。

## 派生競技

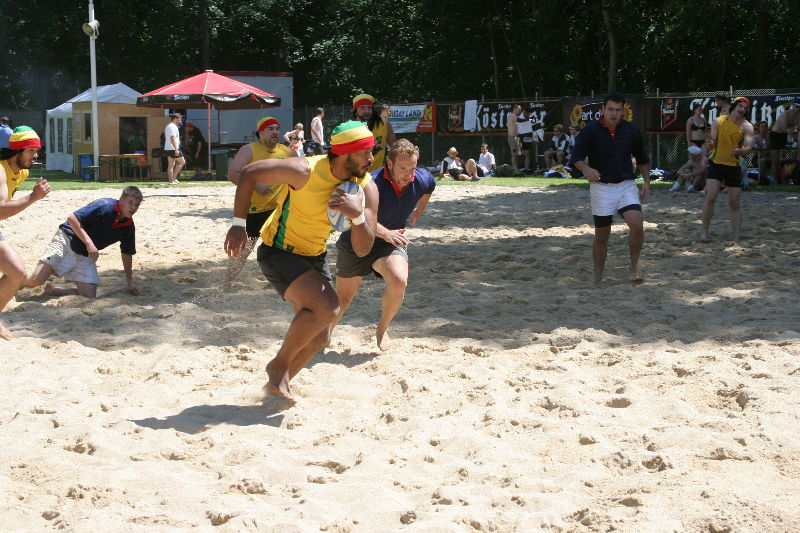
ビーチラグビーの試合

ラグビーユニオンの試合は、フルコンタクトの15人制ルール以外にもいくつかの派生型を生んでいる。スポーツのルールが変更される際のより一般的な2つの変化は選手の減少と接触の低減である。派生型の中で最も古いのは7人制ラグビー（セブンズ、7's、VIIs）である。このより展開の速い派生型は1883年のスコットランドメルローズに起源がある。ラグビーセブンズでは、1チームの選手は7人であり、試合のハーフは通常7分である。主要なトーナメントとしては、香港セブンズやドバイセブンズがある。より最近の派生型はマレーシアで行われている10人制の10人制ラグビーである。ラグビーの試合のフィジカル的性質のため、フィジカルコンタクトを減らした子供向けの派生型がいくつか作られている。これらの型の中で、ボール保持者に単純に両手でタッチすることで「タックル」が成立するとしたタッチラグビーが、老若男女が混じってプレーする型として人気がある。タグラグビーは、プレイヤーの腰に「タグベルト」を巻き、そこに左右2本のタグがマジックテープで付けられている。このタグを相手プレイヤーが取る事で、タックルの代わりとなる型である。またタグラグビーではボールを蹴ることが禁止されている。ミニラグビーは、子供においてラグビーユニオンを育てる目的で作られた型である。ミニラグビーは小さな競技場で9人の選手によってプレーされる。タグラグビーと類似しているアメリカンフラッグラグビー (AFR) はK-9グレードに入ったアメリカの子供向けに設計された、男女混合で行われるコンタクト無しのラグビーユニオンである。アメリカンフラッグラグビーおよびミニラグビーは共に、参加者の年齢が上がるにつれてラグビーユニオンのより上級要素を導入していく点でタグラグビーと異なっている。
その他の砕けた派生型としてはビーチラグビーやスノーラグビーがある。

## 他のスポーツへの影響

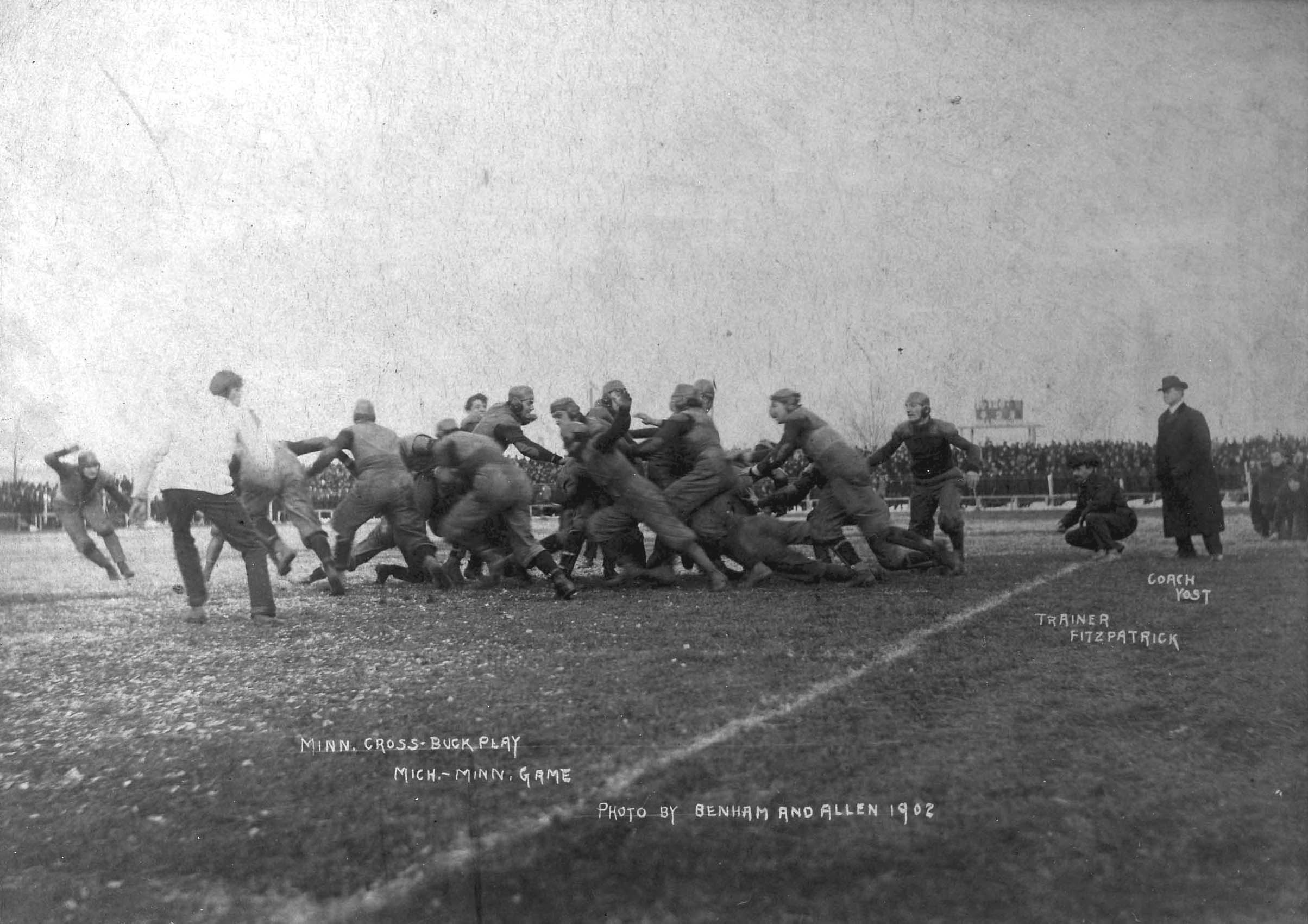
ミシガン大学とミネソタ大学とのアメリカンフットボールの試合（1902年）。アメリカンフットボールの初期の形はよりラグビーとより明らかな同族関係が見られた。

ラグビーユニオンフットボールおよびその直結する祖先であるラグビーフットボールは、いくつかの他のスポーツに対して大きな影響を与えている。グリッドアイアンフットボール（アメリカンフットボールおよびカナディアンフットボール）は、ラグビーの初期の形式から派生している。紛らわしいことに、カナダではカナディアンフットボールは「ラグビーフットボール」とも呼ばれており、オンタリオやケベックのように多くの国および地方の組織が「ラグビーフットボールユニオン（協会）」あるいは「ラグビーユニオン（協会）」と呼ばれている。例えば「Encyclopedia Canadiana」では、「ラグビーフットボール」の項目では、まず「19世紀第3四半期にカナダに導入されたラグビーユニオンあるいはイングリッシュラガーのカナダでの発展」について述べられているが、次には「カナディアンゲームはラグビーユニオンを基に出発した」と述べられている。
オーストラリアン・ルールズ・フットボールはゲーリックフットボール、ラグビーフットボール、クリケットを含む数多くのスポーツの影響を受けている。多くの著者は主要な影響はラグビーフットボールおよびその他のイングランドパブリックスクールに起源を持つスポーツ (en) から受けたと考えている。オーストラリアン・ルールズの先駆者の一人と認識されているトム・ウィルスもラグビー校に通っていた。
ジェームズ・ネイスミスはバスケットボールを考案するのにラグビーを含む多くのスポーツの要素を取り入れた。最も明らかな貢献は、ジャンプボールのラインアウトとの類似性やバスケットボール初期の特色だった下手投げのシュートスタイルなどである。ネイスミスはマギル大学で長年ラグビーをプレーした。
スウェディッシュフットボールは、サッカーとラグビーフットボールを混合したルールを持っていた。あるものは丸いボールを使ったが、その他のあるものは楕円形のボールを使った。スウェディッシュフットボールは現在はもはやプレーされていない。
ラグビーの名称はウィルチェアーラグビー（車いすラグビー）に見られるが、車イスラグビーはラグビーユニオンよりも車いすバスケットボールやアイスホッケー、ハンドボールに影響を強く受けている。

## 文化におけるラグビーユニオン

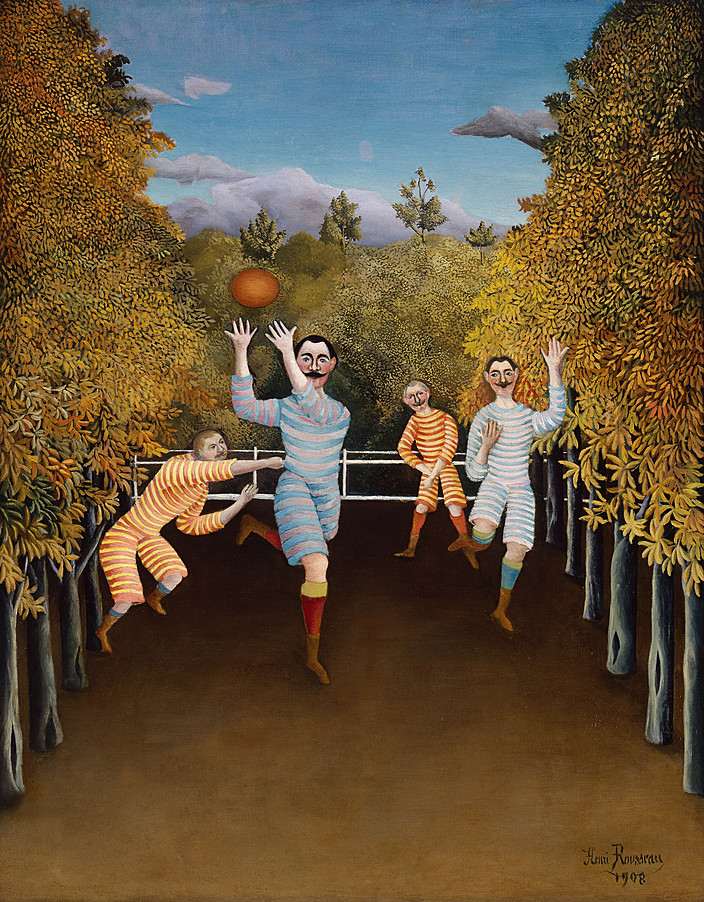
アンリ・ルソー『Joueurs de football（フットボールの選手達）』（1908年）

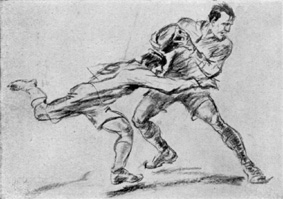
Jean Jacoby『Rugby』。1928年アムステルダムオリンピック金メダル受賞作品。

文化におけるラグビーの影響は、ラグビー選手がその国の一般大衆からロールモデルおよびヒーローとして見られることと共に、芸術家や作家に対して与えたインスピレーションで評価することができる。Thomas Hughesの1857年の小説「Tom Brown's Schooldays」はラグビー校を舞台にしており、ラグビーフットボールの試合が詳しく話されており、1940年に映画化された同名の映画でも描写されている。ジェイムズ・ジョイスはアイルランドのチームベクティヴ・レンジャーズについて『ユリシーズ』（1922年）や『フィネガンズ・ウェイク』（1939年）など彼の作品のいくつかで言及しおり、彼の1916年の半自伝的作品『若き芸術家の肖像』ではアイルランド代表James Mageeについて説明している。サー・アーサー・コナン・ドイルは1924年のシャーロック・ホームズシリーズ『サセックスの吸血鬼』で、ワトソン博士がブラックヒースでラグビーをプレーしたことを述べている。
ラグビーユニオンは絵画の題材として取り上げられたが、著名な芸術家、特に20世紀初頭のフランスの画家によっても取り上げられた。フランスのポスト印象派アンリ・ルソーの1908年の作品『Joueurs de football』では、2組のラグビー選手が描かれている。ラグビーユニオンを作品で描写したその他のフランスの芸術家には、アルベール・グレーズ『Les Joueurs de football』（1912年）、ロベール・ドローネー『Football. L'Equipe de Cardiff』（1916年）、アンドレ・ロート『Partie de Rugby』（1917年）がいる。1928年アムステルダムオリンピックにおける単彩画と水彩画部門の金メダル（芸術競技）はルクセンブルクのJean Jacobyの作品『ラグビー』が受賞した。
テレビおよび映画において、ラグビーユニオンはいくつかの作品の背景として使われた。Ealingスタジオの1949年のコメディー『A Run for Your Money』およびBBCウェールズの1979年のテレビ映画『Grand Slam』では、スポーツそのものよりも試合を観戦するファンに中心が置かれている。ラグビーをより詳細に取り上げた映画には、独立プロダクションによる『Old Scores』（1991年）や『Forever Strong』（2008年）がある。John Carlinの著作『Playing the Enemy』を基にした『Invistus（インビクタス/負けざる者たち）』（2009年）は1995年ワールドカップとネルソン・マンデラがラグビーによってアパルトヘイト後の南アフリカの人々を結び付けようと試みた出来事が描かれている。
多くの国々でのラグビーユニオンあるいはラグビー選手を描いた像を立てている。トゥイッケナム・スタジアムにあるポップ・アーティストGerald Laingの27フィートブロンズ像やミレニアム・スタジアムのサー・タスカー・ワトキンス（ウェールズラグビーに貢献した人物）の像など、いくつかの像はラグビー競技場で見ることができる。カーディフのガレス・エドワーズやステレンブーシュのダニー・クラヴェンなどのラグビー選手も、像が作られる栄誉を受けている。

### 紙媒体
- Encyclopedia Canadiana vol. 8, Toronto, Ottawa, Montreal: Grolier of Canada, (1972), ISBN 0717216012
- Bath, Richard, ed. (1997), Complete Book of Rugby, Seven Oaks Ltd, ISBN 1862000131
- Tony Biscombe; Peter Drewett (2009), Rugby: Steps to Success, Human Kinetics
- Bompa, Tudor; Claro, Frederick (2008), Periodization in Rugby, Meyer and Meyer Sport
- Godwin, Terry; Rhys, Chris (1981), The Guinness Book of Rugby Facts & Feats, Enfield: Guinness Superlatives Ltd, ISBN 0851122140
- Griffiths, John (1987), The Phoenix Book of International Rugby Records, London: Phoenix House, ISBN 0460070037
- Marshall, Howard; Jordon, J.P. (1951), Oxford v Cambridge, The Story of the University Rugby Match, London: Clerke & Cockeran
- Midgley, Ruth (1979), The Official World Encyclopedia of Sports and Games, London: Diagram Group, ISBN 0-7092-0153-2
- Richards, Huw (2007), A Game for Hooligans: The History of Rugby Union, Edinburgh: Mainstream Publishing, ISBN 978-1845962555
- Stubbs, Ray (2009), The Sports Book, Dorling Kindersley, ISBN 978-1405336970
- 斉藤健仁『ラグビー語辞典』誠文堂新光社、2019年。ISBN 9784416519950。

### 電子媒体
- “Laws of Rugby Union”.   IRB (2010年). 2011年5月18日時点のオリジナルよりアーカイブ。2011年1月16日閲覧。
- “IRB Regulations”.   IRB. 2013年1月3日時点のオリジナルよりアーカイブ。2011年1月16日閲覧。
- “Rugby guide: The General Principles”.  Scrum.com. 2011年9月16日閲覧。